# Calçada portuguesa

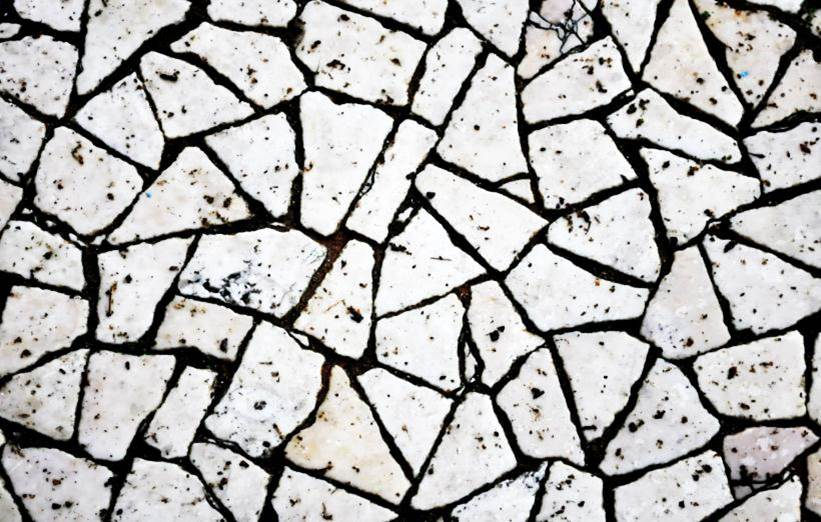
Calçada à portuguesa, com pedras irregulares

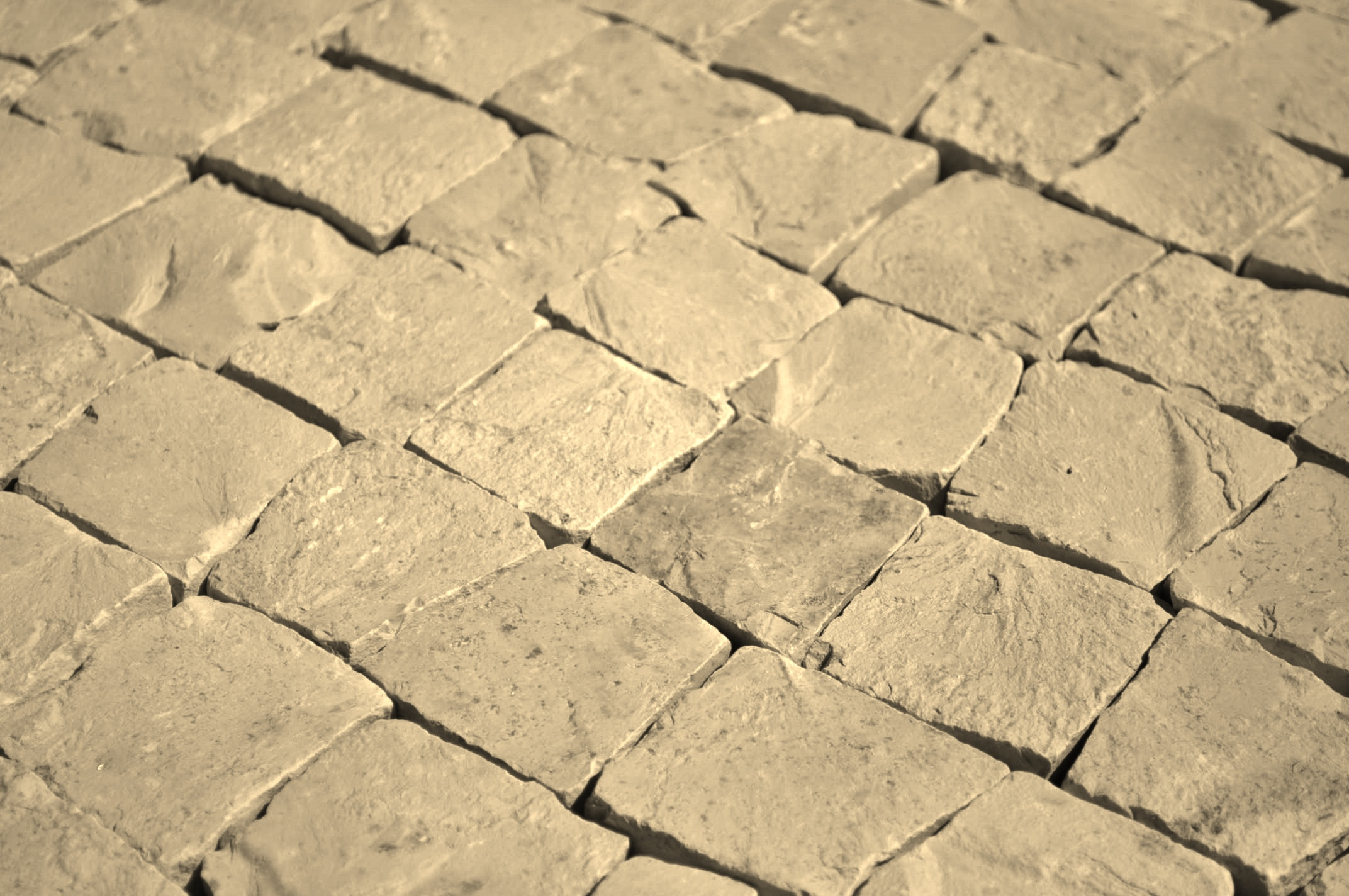
Calçada portuguesa, com pedras regulares

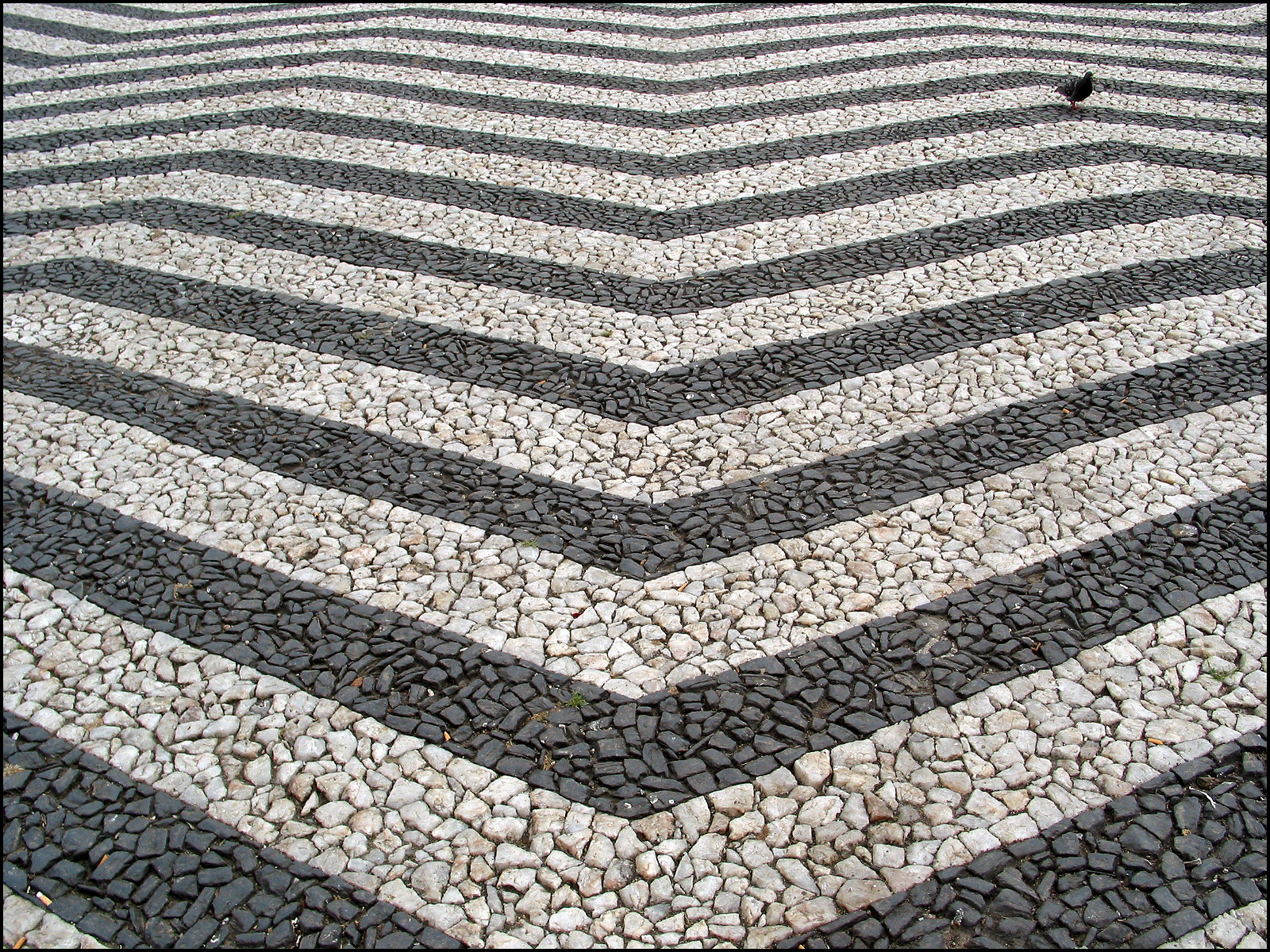
Calçada com motivos geométricos, em Guimarães

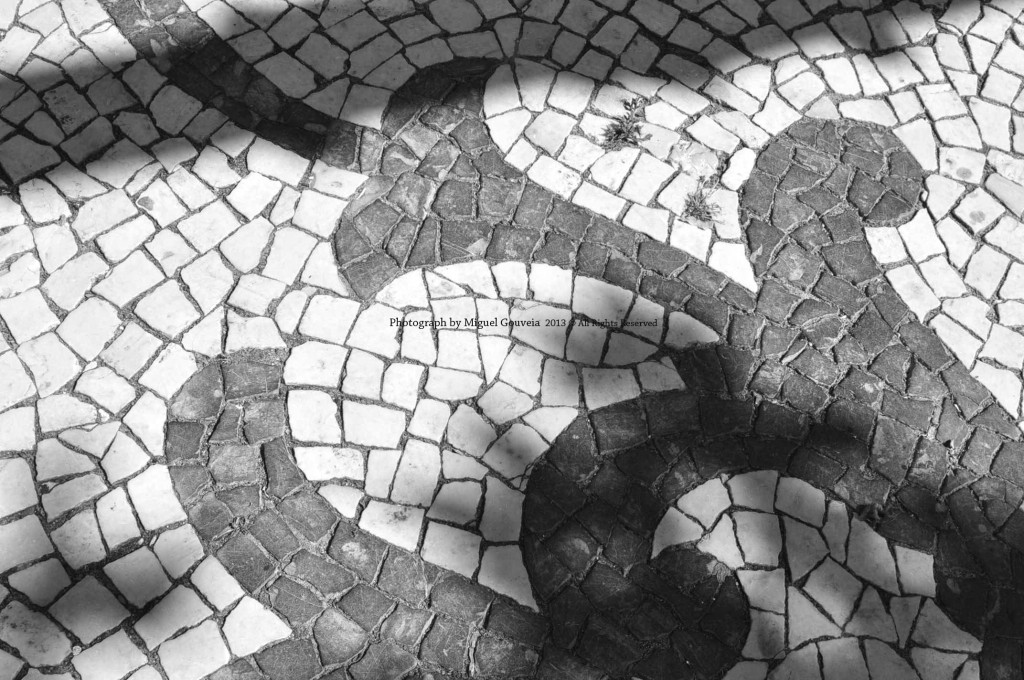
Calçada artística, com motivos florais, na Ericeira.

A calçada portuguesa ou mosaico português ou calçada-mosaico (ou ainda pedra portuguesa no Brasil) é o nome consagrado de um determinado tipo de revestimento de piso utilizado especialmente na pavimentação de passeios, de espaços públicos e espaços privados, de uma forma geral. Este tipo de passeio é muito utilizado em países lusófonos.
A calçada portuguesa resulta do calcetamento com pedras de formato irregular ou regular, consoante a técnica, geralmente de calcário branco e preto ou basalto, que podem ser usadas para formar padrões decorativos ou mosaicos pelo contraste entre as pedras de distintas cores. As cores mais tradicionais são o preto e o branco, embora sejam populares também o castanho e o vermelho, azul cinza e amarelo. Em certas regiões brasileiras, porém, é possível encontrar pedras em azul e verde. Em Portugal, os trabalhadores especializados na colocação deste tipo de calçada são denominados mestres calceteiros. Em algumas regiões de Portugal utilizam-se outras rochas, como o mármore e o xisto, no Alentejo, ou o granito, mais recentemente, no norte do país.
A rocha mais comum para estabelecer o contraste com o calcário branco até inícios do século XX foi o basalto, tanto em Lisboa como noutras localidades, conservando-se ainda inúmeros tapetes de pedra com os dois tipos de rocha, sedimentar e vulcânica, tanto na capital como um pouco por todo o país. O basalto praticamente deixou de ser utilizado no continente porque é mais difícil de se trabalhar e daí que se confunda a rocha atualmente mais utilizada, o calcário negro, com a rocha vulcânica. De facto, existe calcário de várias cores. O basalto continua a ser a pedra mais utilizada na Madeira e nos Açores, onde é abundante, sendo aí os desenhos executados a calcário branco. Quando é basalto, distingue-se pelo tom mais escuro e diferente textura, assim como pela sua maior irregularidade no corte, pois este é muito mais rijo. O basalto está presente na "calçada à portuguesa", que utiliza pedras irregulares, que foi a primeira técnica utilizada nas calçadas artísticas mais antigas, antes da sua evolução apresentar outras soluções de talhe mais elaborado, como "a malhete", ainda de pedras irregulares mas poligonais, tendencialmente pentagonais, ou já regulares, como o "sextavado", de forma hexagonal, ou "ao quadrado", a técnica hoje mais utilizada em Portugal. Assim, não se deve confundir calçada portuguesa, que é o termo genérico para todo o tipo de calçada com pedra de pequena dimensão (entre cerca de 3 a 4 cm e máximo de 7 cm), branca ou com desenhos, assente no solo de forma irregular ou regular, consoante a técnica utilizada, com calçada à portuguesa que é uma das técnicas, a primeira utilizada na sua execução.
A calçada portuguesa, tal como o nome indica, é originária de Portugal, tendo surgido como a conhecemos nos inícios da década de 40 do século XIX. Esta é amplamente utilizada no calcetamento de áreas pedonais, em passeios, praças, parques, pátios, etc. No Brasil foi um dos pavimentos mais populares utilizados na arquitetura paisagista do século XX, devido à sua flexibilidade de montagem e de composição plástica. A sua aplicação pode ser apreciada em projetos como o do Largo de São Sebastião, construído em Manaus no ano de 1901, a primeira calçada artística portuguesa no Brasil, cujo motivo mar largo, executado primeiramente no Rossio lisboeta, está também na origem do famoso calçadão da Praia de Copacabana (uma obra do prefeito Paulo de Frontin, expandida por Roberto Burle Marx) ou nos espaços da antiga Avenida Central, ambos no Rio de Janeiro.

## História

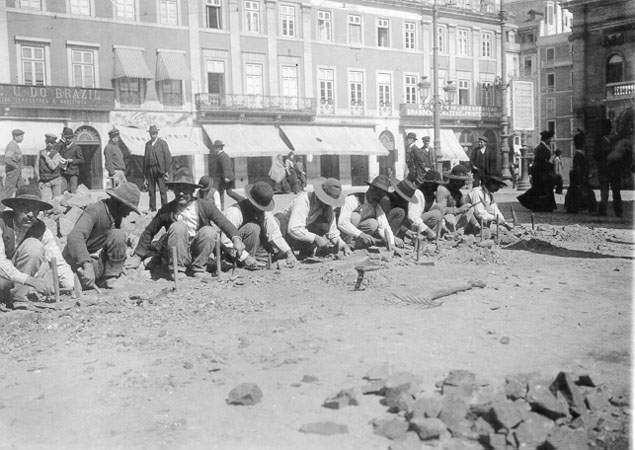
Calceteiros a trabalhar, Lisboa (1907).

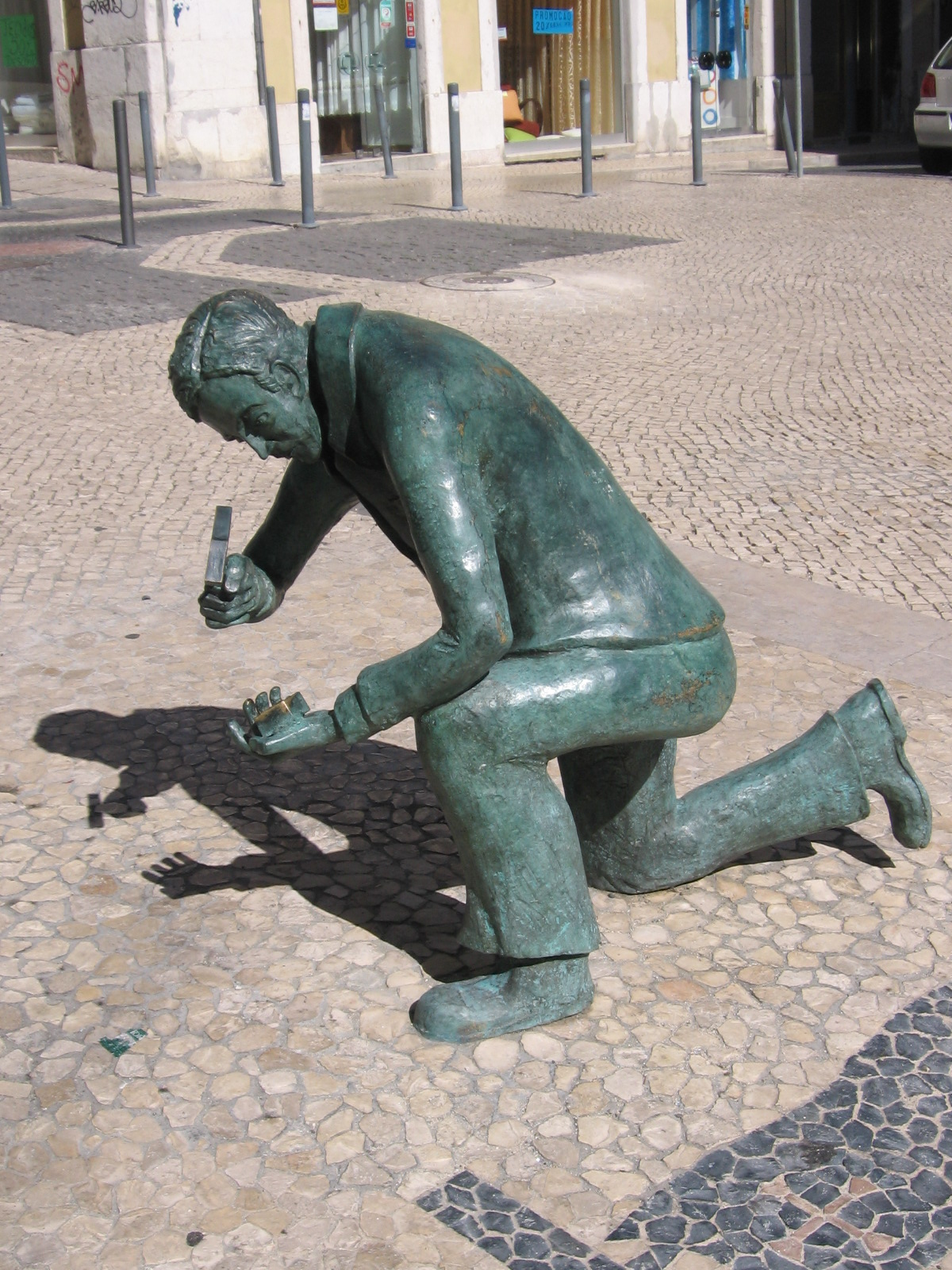
Monumento ao Calceteiro, de Sérgio Stichini, diante da Igreja de São Nicolau, em Lisboa.

Os pavimentos calcetados remontam à Antiguidade, mas a calçada portuguesa, tal como a entendemos hoje, foi iniciada em meados do séc. XIX, com pedras irregulares, onde se juntaram as técnicas da calçada funcional, que era feita com pedras maiores utilizada no calcetamento de ruas para trânsito de veículos, com a decoração herdada do mosaico. 

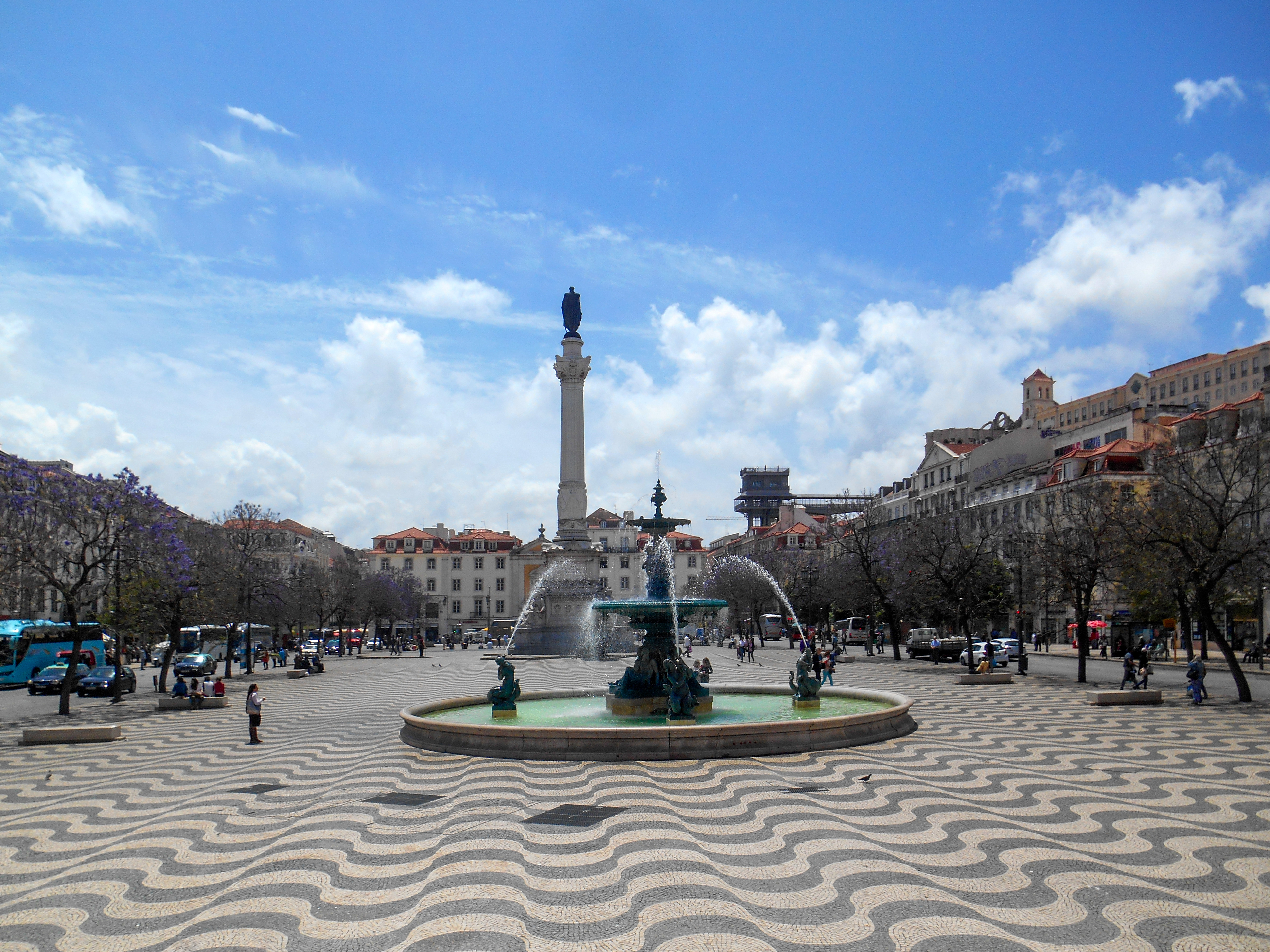
Praça D. Pedro IV, antigo Largo do Rossio, em Lisboa. Sua calçada portuguesa foi pavimentada em 1848.

Em Lisboa no ano de 1842 foi executada a primeira calçada a preto e branco, a calcário e basalto, de que há registo conhecido. O trabalho foi realizado por presidiários (chamados "grilhetas" na época), a mando do Governador de armas do Castelo de São Jorge, o tenente-general Eusébio Pinheiro Furtado. O desenho utilizado nesse pavimento, representando o mar num traçado simples em ziguezague, foi muito bem recebido pela sociedade, tendo motivado cronistas portugueses a escrever sobre o assunto.
Após este primeiro pavimento em calçada artística portuguesa, foram concedidas verbas a Eusébio Furtado para que os seus homens pavimentassem, obra iniciada em Agosto de 1848, toda a área da Praça do Rossio, uma das zonas mais conhecidas e mais centrais de Lisboa, numa extensão de 8 712 m², que ficaria concluída no final do ano seguinte.
A calçada portuguesa rapidamente se espalhou a outras zonas da cidade e pouco depois por todo o país e pelas, então, colónias, subjacente a um ideal de moda e de bom gosto, tendo-se apurado o sentido artístico, que foi aliado a um conceito de funcionalidade, originando autênticas obras-primas nas zonas pedonais. Daqui, bastou somente mais um passo, para que esta arte ultrapassasse fronteiras, sendo solicitados mestres calceteiros portugueses para executar e ensinar estes trabalhos no estrangeiro.
Em 1986 foi criada uma escola para calceteiros (a Escola de Calceteiros da Câmara Municipal de Lisboa), atualmente situada na Quinta do Conde dos Arcos. Em Dezembro de 2006, foi inaugurado o Monumento ao Calceteiro, da autoria do escultor Sérgio Stichini, na Rua da Vitória (Baixa Pombalina), entre as Rua da Prata e Rua dos Douradores, que foi retirado depois de ter sido vandalizado. Depois de restaurado seria reerguido, em 2017, na Praça dos Restauradores.

### Erradicação
Nas últimas décadas, diversas cidades no mundo vêm substituindo suas calçadas históricas, incluindo mosaicos portugueses, por passeios mais práticos e seguros. No caso de Verona e Sevilha, foram adotadas placas de granito e mármore, preservando-se os pisos históricos em faixas laterais.
No Brasil, em 2007, a prefeitura de São Paulo substituiu os mosaicos portugueses da Avenida Paulista, existentes desde 1973, por pisos de concreto. No final de 2017, surgiu a proposta de expandir tal prática para áreas de toda a região central da cidade.
Em 2014 a Câmara Municipal de Lisboa, presidida por António Costa, alegando questões de segurança, conseguiu aprovar na Assembleia Municipal um plano de substituição parcial da calçada portuguesa, monocromática, a branco, substituindo-a por lajes de cimento. Mais grave acontecera na cidade do Porto em 2005, quando na sua zona central, a calçada portuguesa, que possuía vários tipos de decoração, incluindo desenhos que ilustravam a história do vinho do Porto, foi erradicada e substituída por lajes de granito.

## Reconhecimento
Em 2021, a calçada portuguesa passou a estar inscrita no Inventário de Património Cultural Imaterial português.

## A técnica

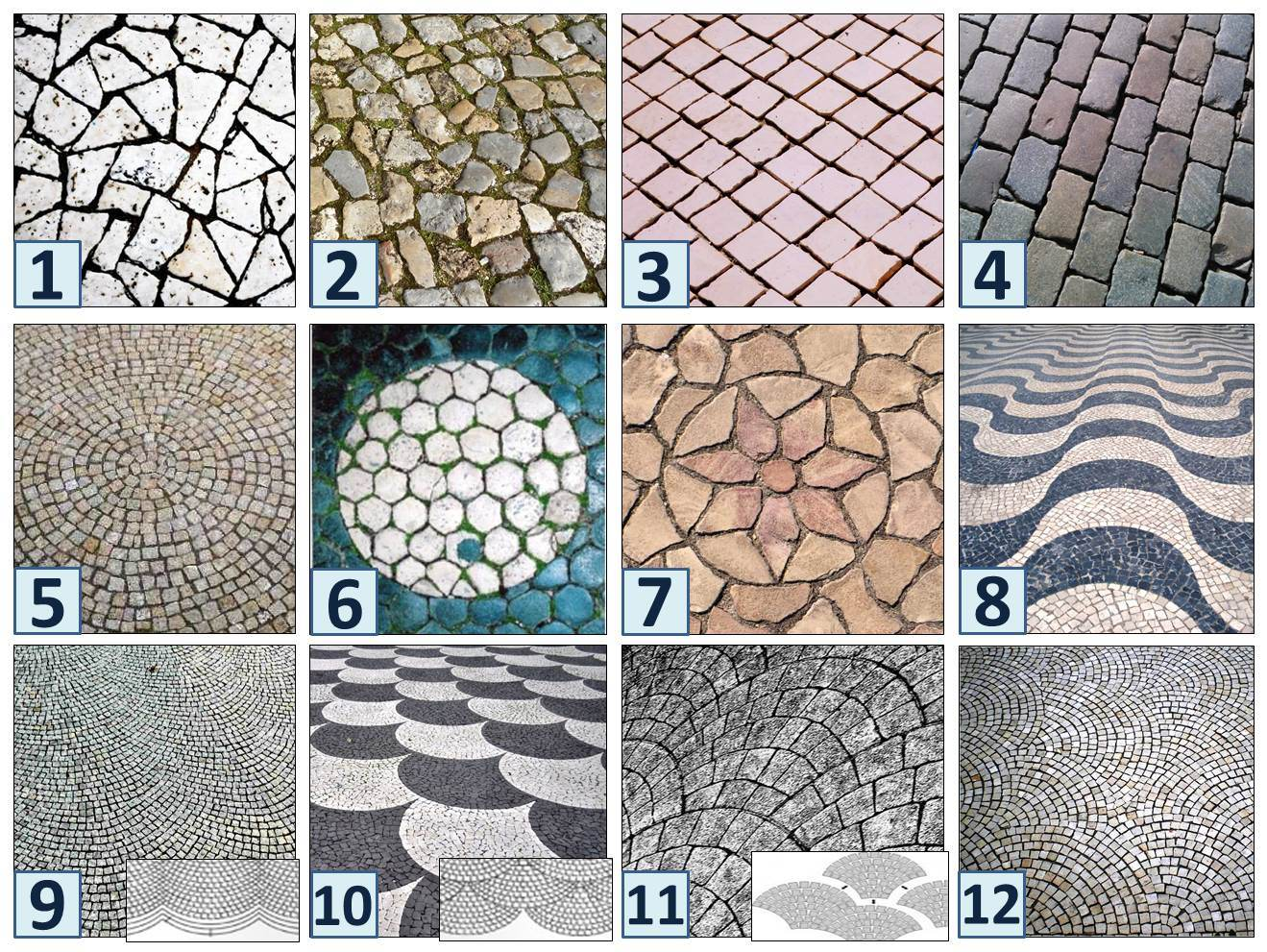
Vários tipos de aplicaçao de calçada.

Os calceteiros tiram partido do sistema de diaclases do calcário para, com o auxílio de um martelo, fazerem pequenos ajustes na forma da pedra, e utilizam moldes para marcar as zonas de diferentes cores, de forma a que repetem os motivos em sequência linear (frisos) ou nas duas dimensões do plano (padrões). 
A geometria do século XX demonstrou que há um número limitado de simetrias possíveis no plano: 7 para os frisos e 17 para os padrões.
Em Lisboa, um trabalho de jovens estudantes portugueses registou, nas calçadas da cidade, 5 frisos e 11 padrões, atestando a sua riqueza em simetrias.
Destacam-se as técnicas de aplicação e talhe de calçada mais comuns: 
- a antiga calçada à portuguesa, que se caracteriza pelo talhe e aplicação de pedras irregulares (figura 1);
- o malhete, cujo talhe da pedra é irregular, mas tendencialmente formando polígonos sobretudo pentagonais (figura 2);
- a calçada portuguesa ao quadrado, que tem uma aplicação em diagonal, segundo um alinhamento de 45 graus com os muros ou lancis (figura 3);
- a calçada à fiada, com as pedras alinhadas em filas paralelas (figura 4);
- a calçada circular (figura 5); a calçada sextavada (figura 6);
- a calçada artística, que se caracteriza pela aplicação de pedras com formatos específicos e/ou pelo contraste de cores (figura 7);
- o mar largo, é o motivo mais emblemático da calçada portuguesa e o mais reproduzido em vários países (figura 8);
- o leque segmentado (figura 9);
- o leque florentino (figura 10);
- e o rabo de pavão (figuras 11 e 12).[11]

## Galeria de imagens

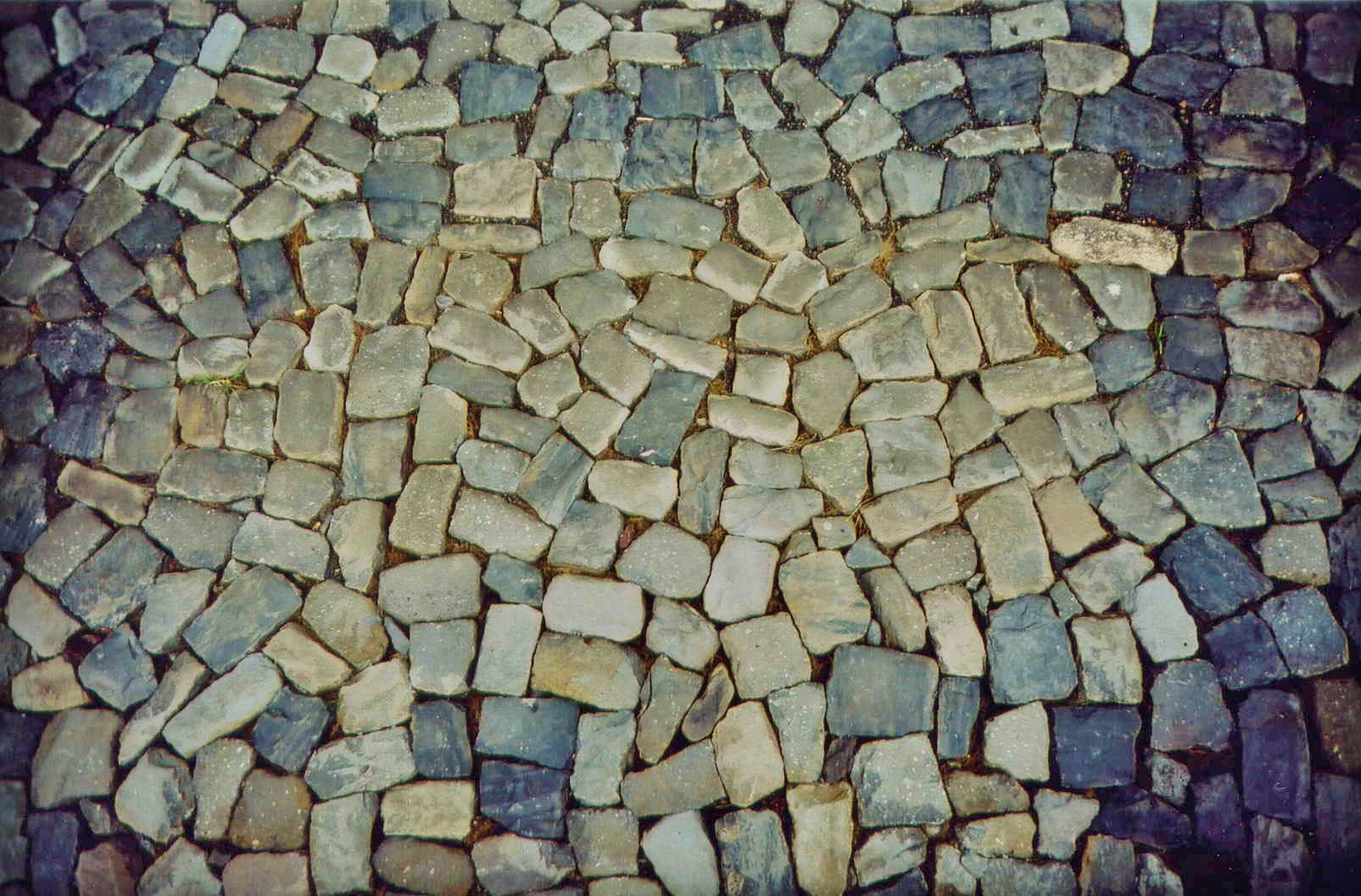
Malhete
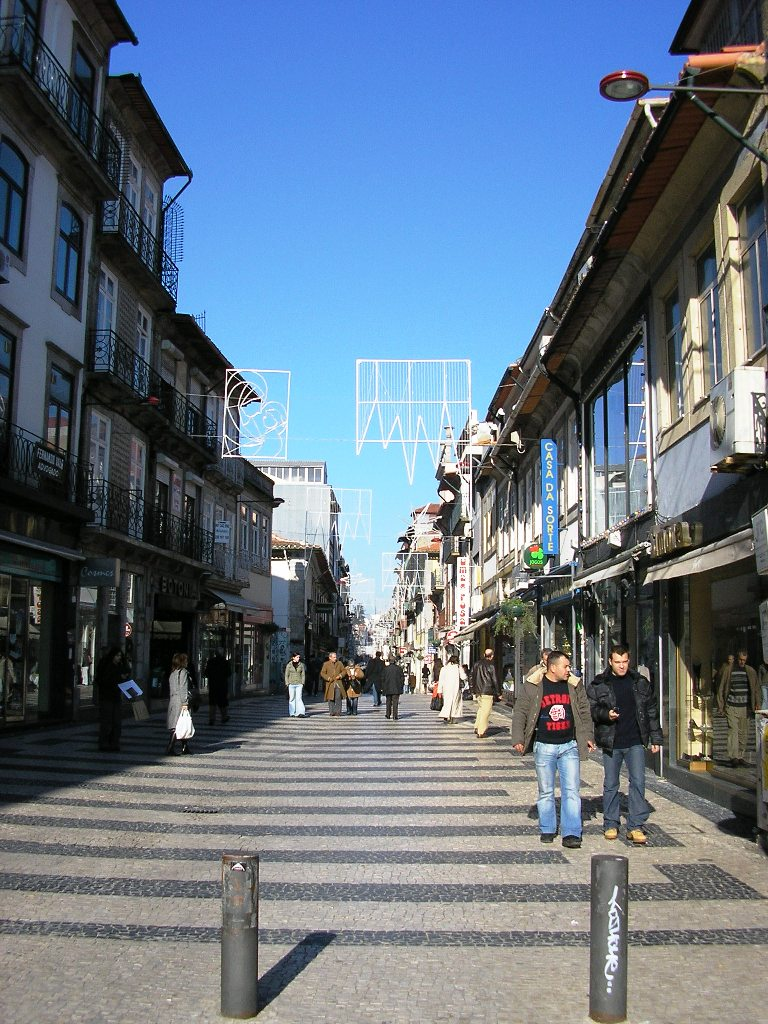
Rua de Cedofeita, Porto
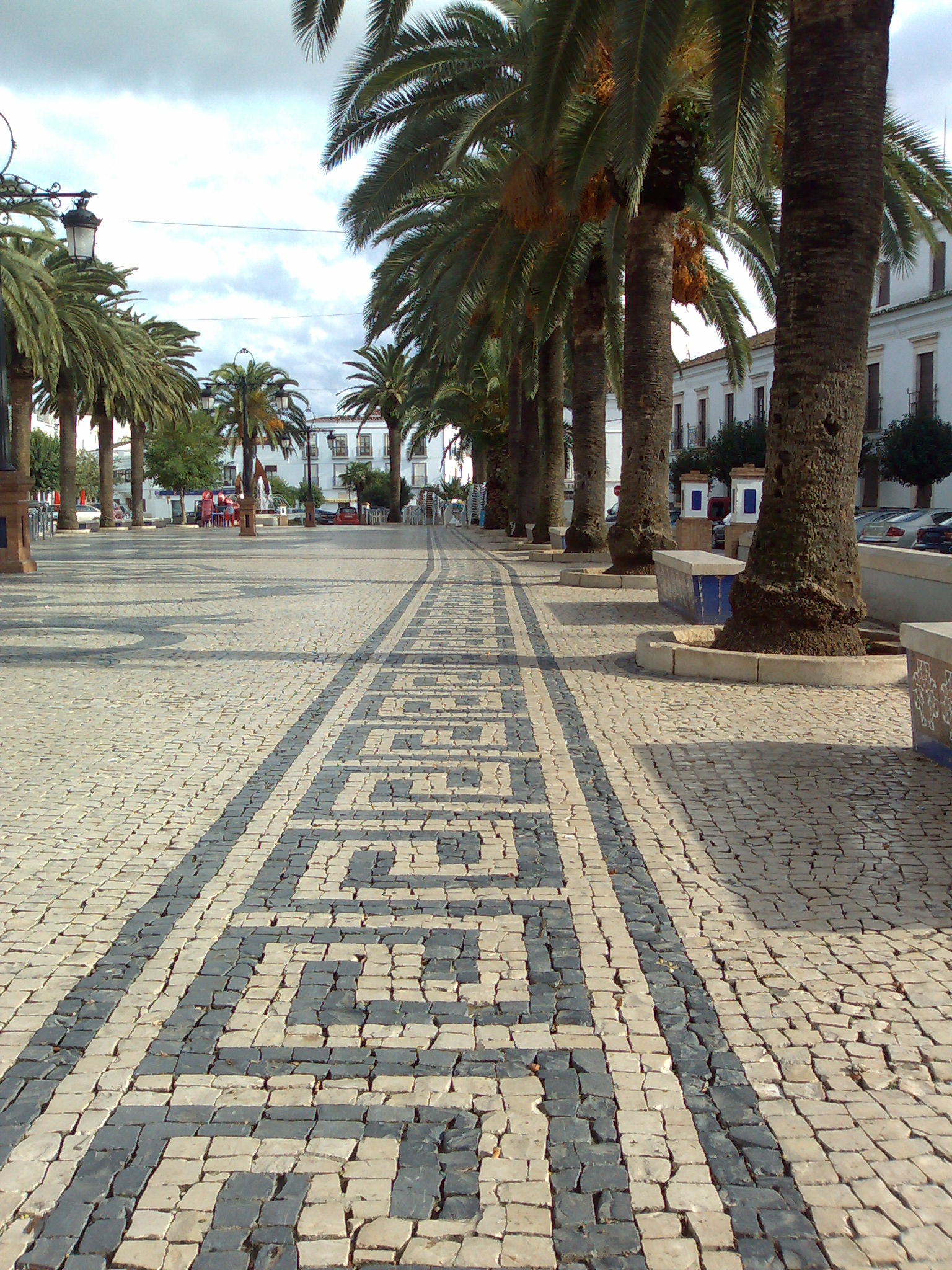
Plaza de España, Olivença
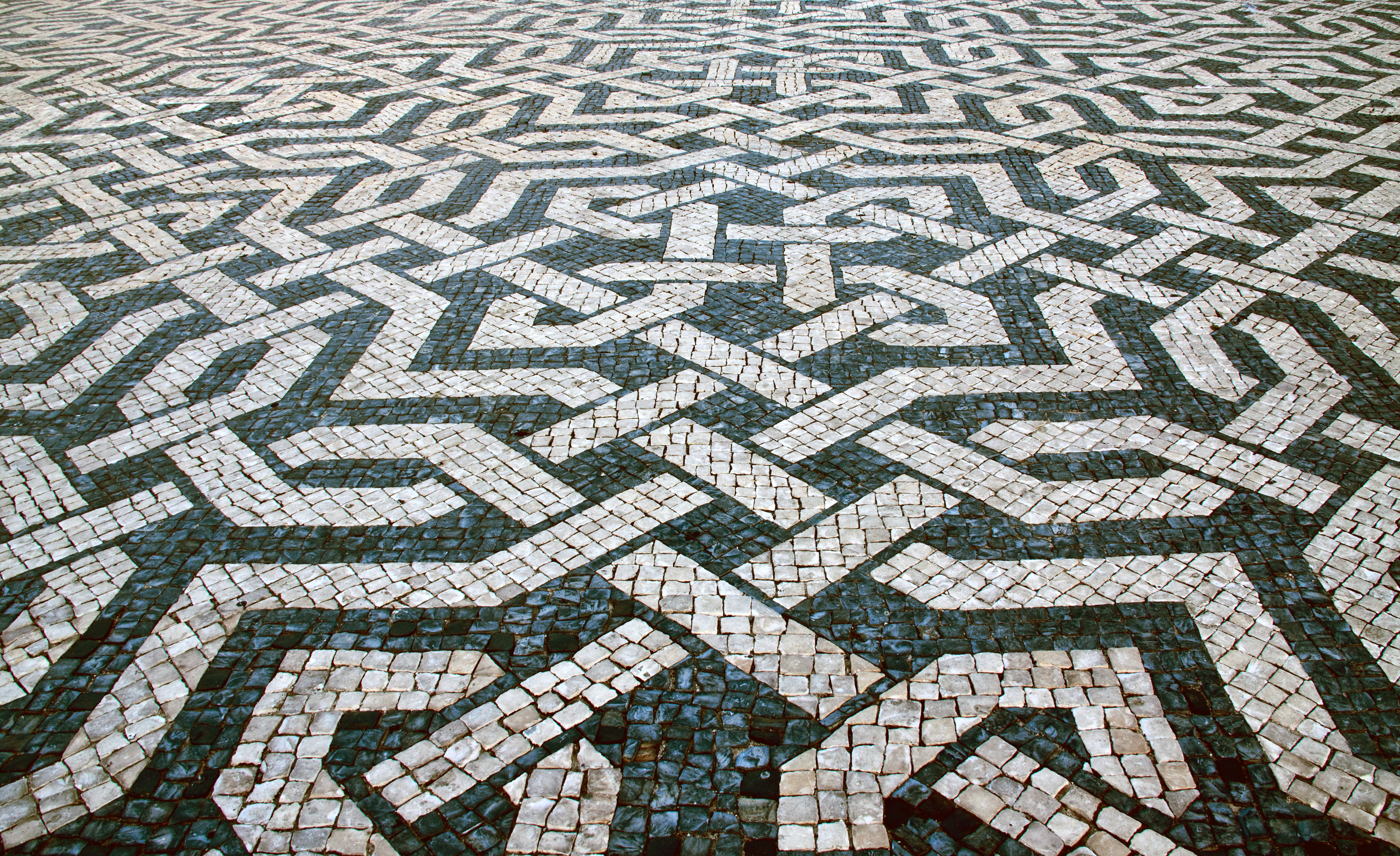
Praça dos Restauradores, Lisboa, de João Abel Manta
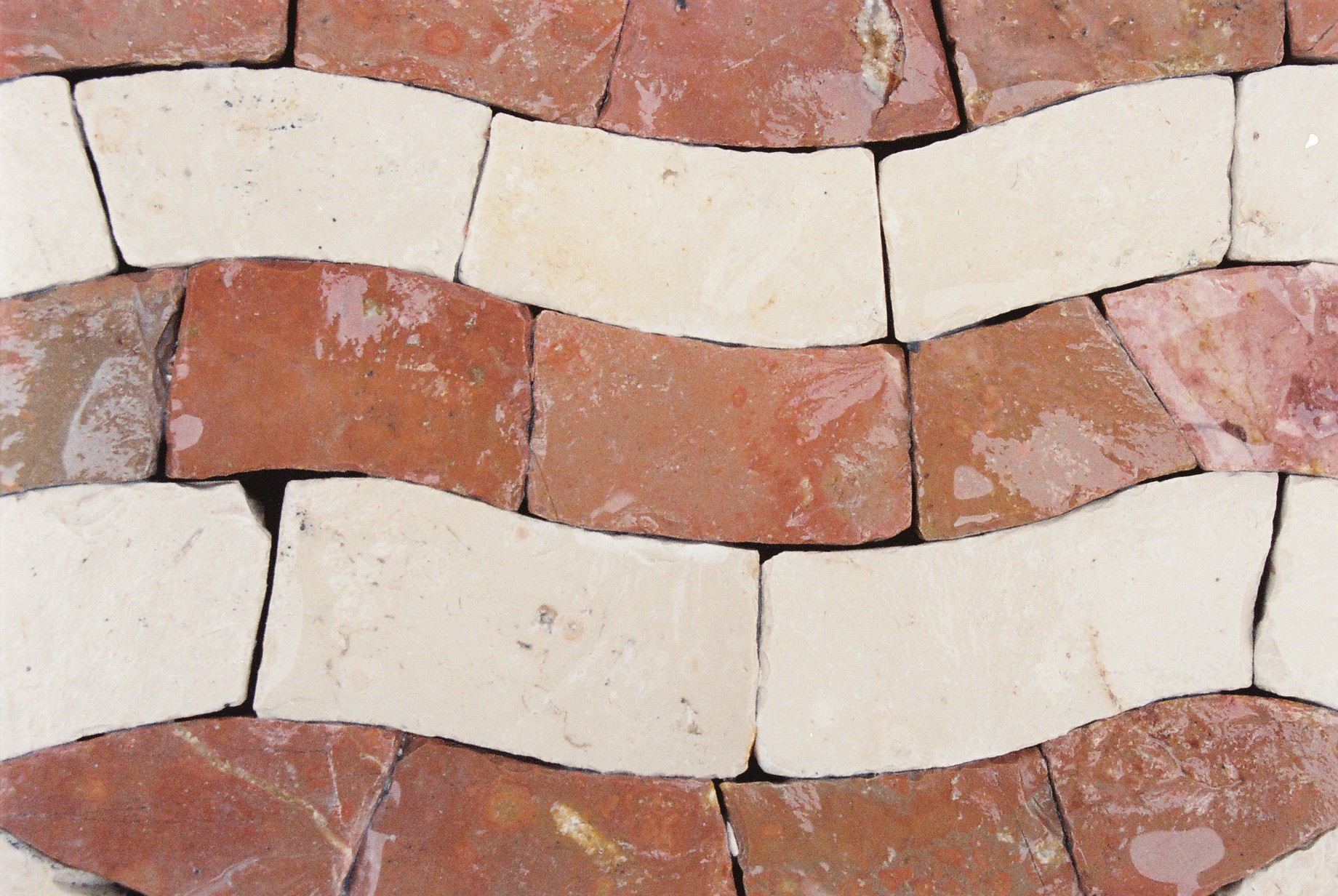
Ondas
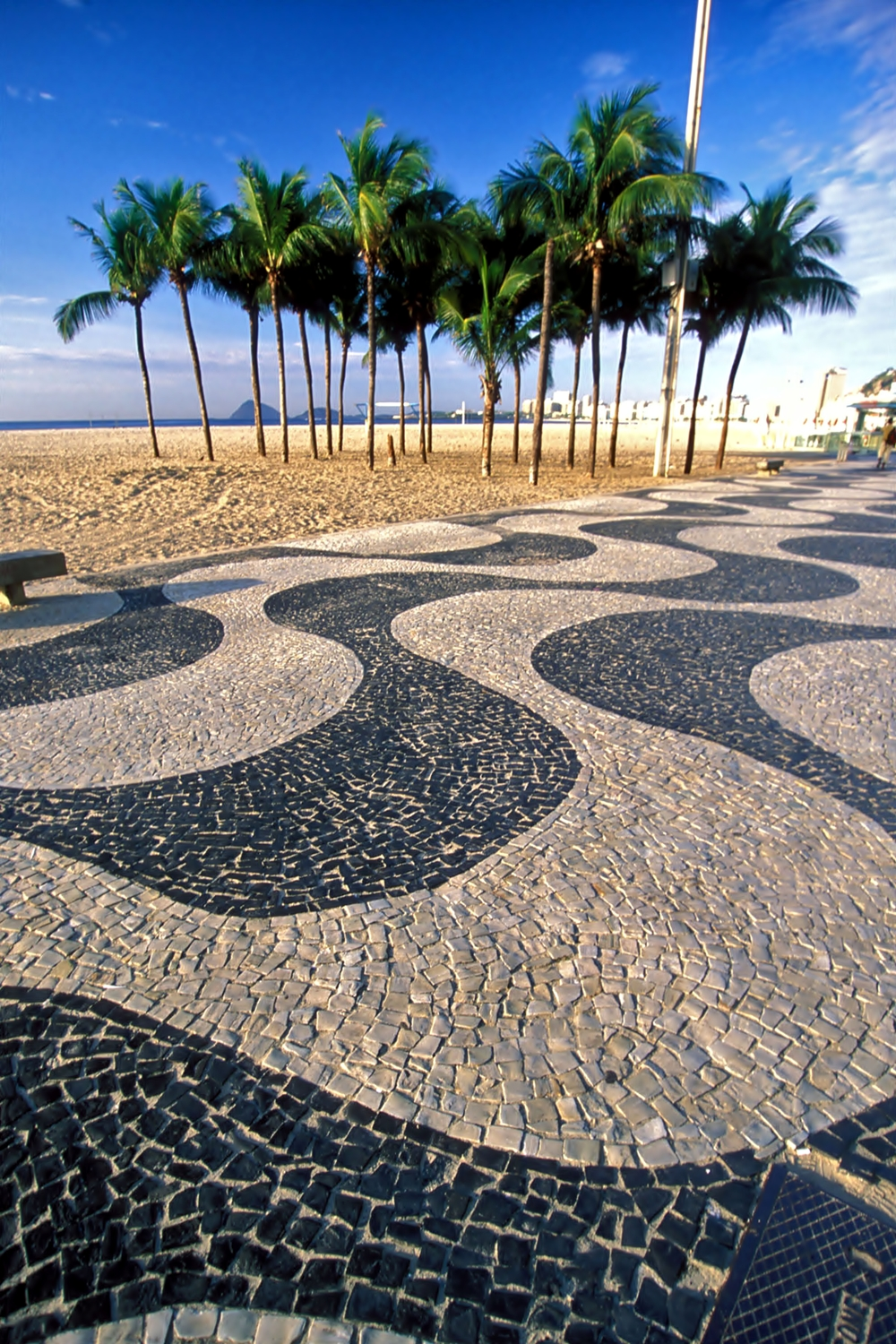
Padrão mar largo, na praia de Copacabana, Rio de Janeiro
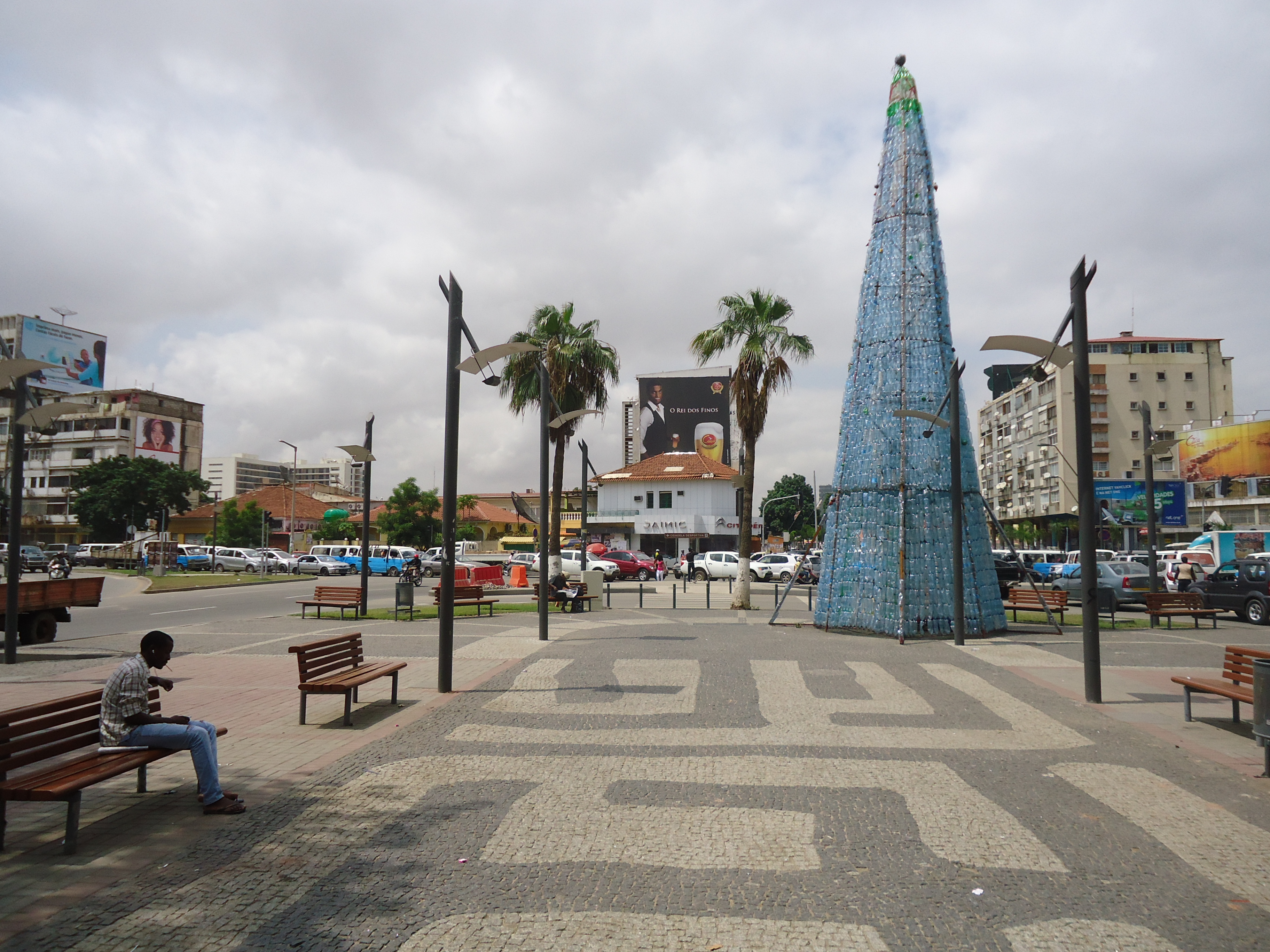
Luanda, Angola
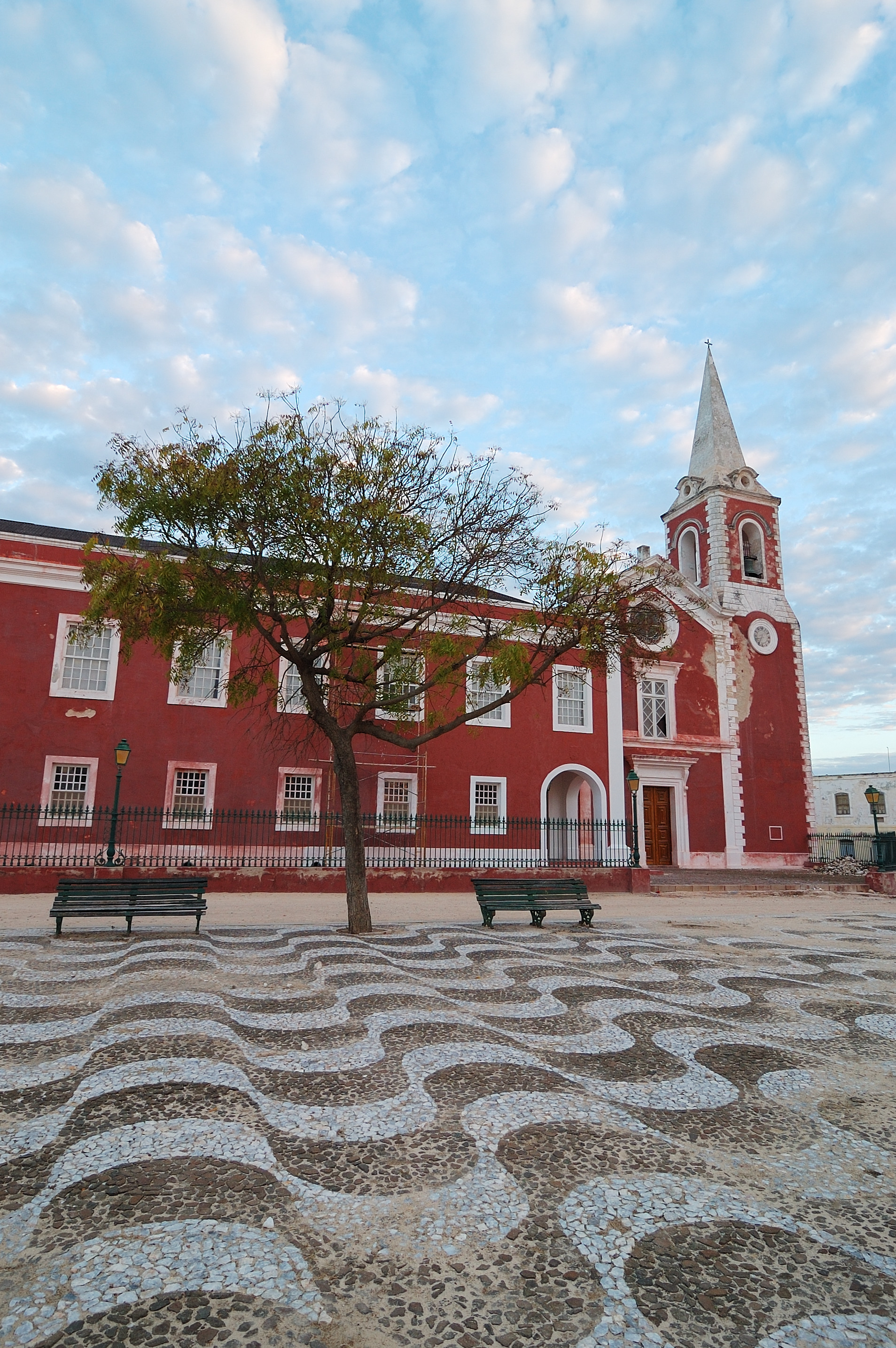
Palácio de São Paulo na Ilha de Moçambique
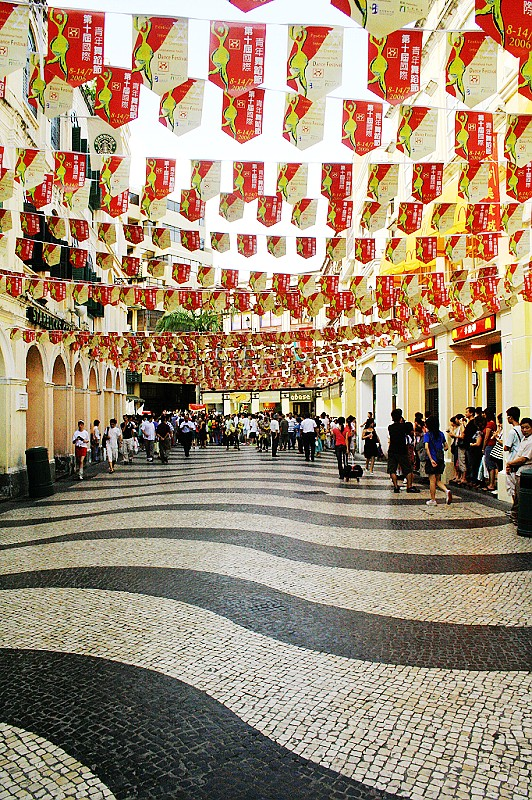
Largo do Senado, Macau
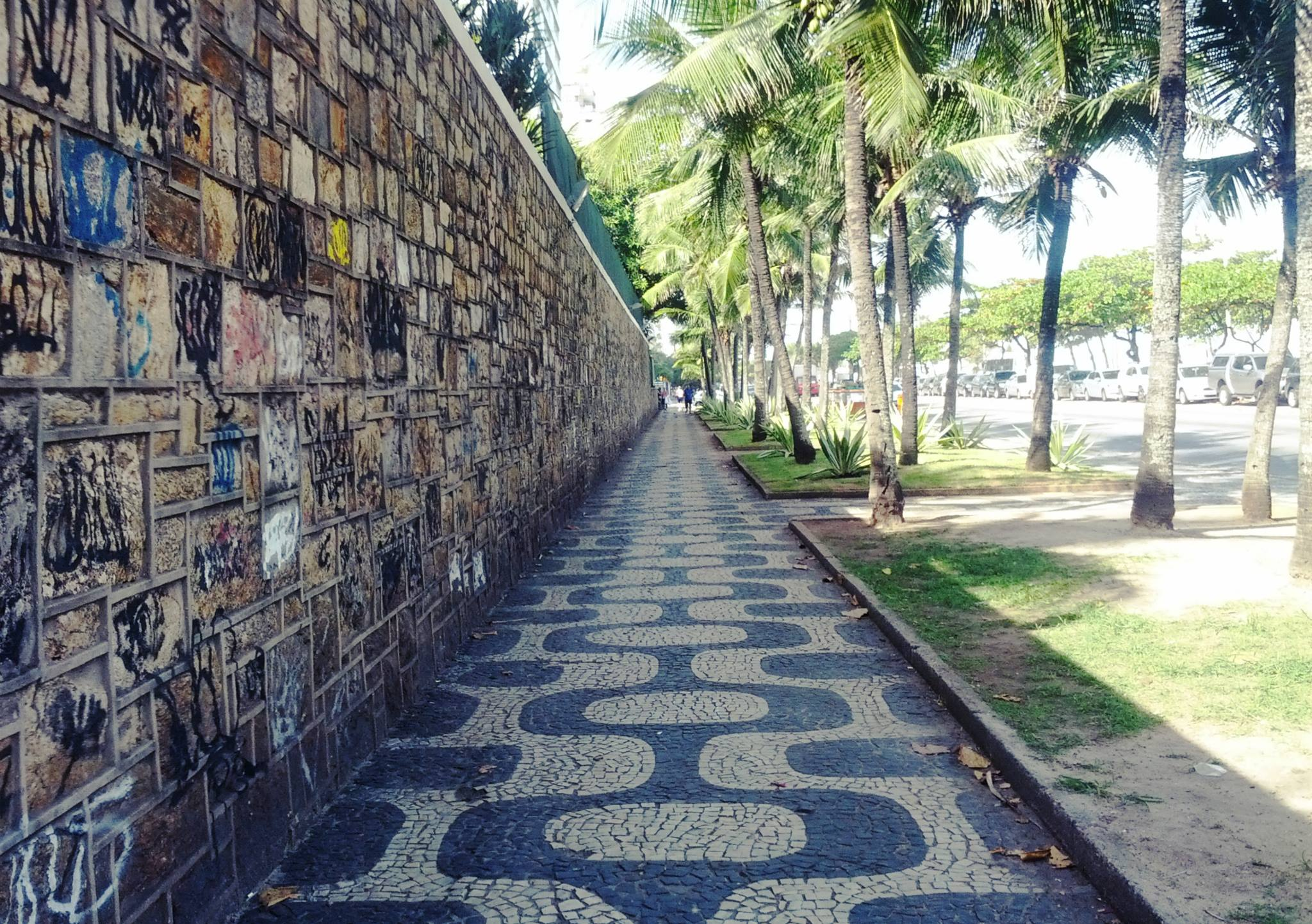
Calçada de Ipanema
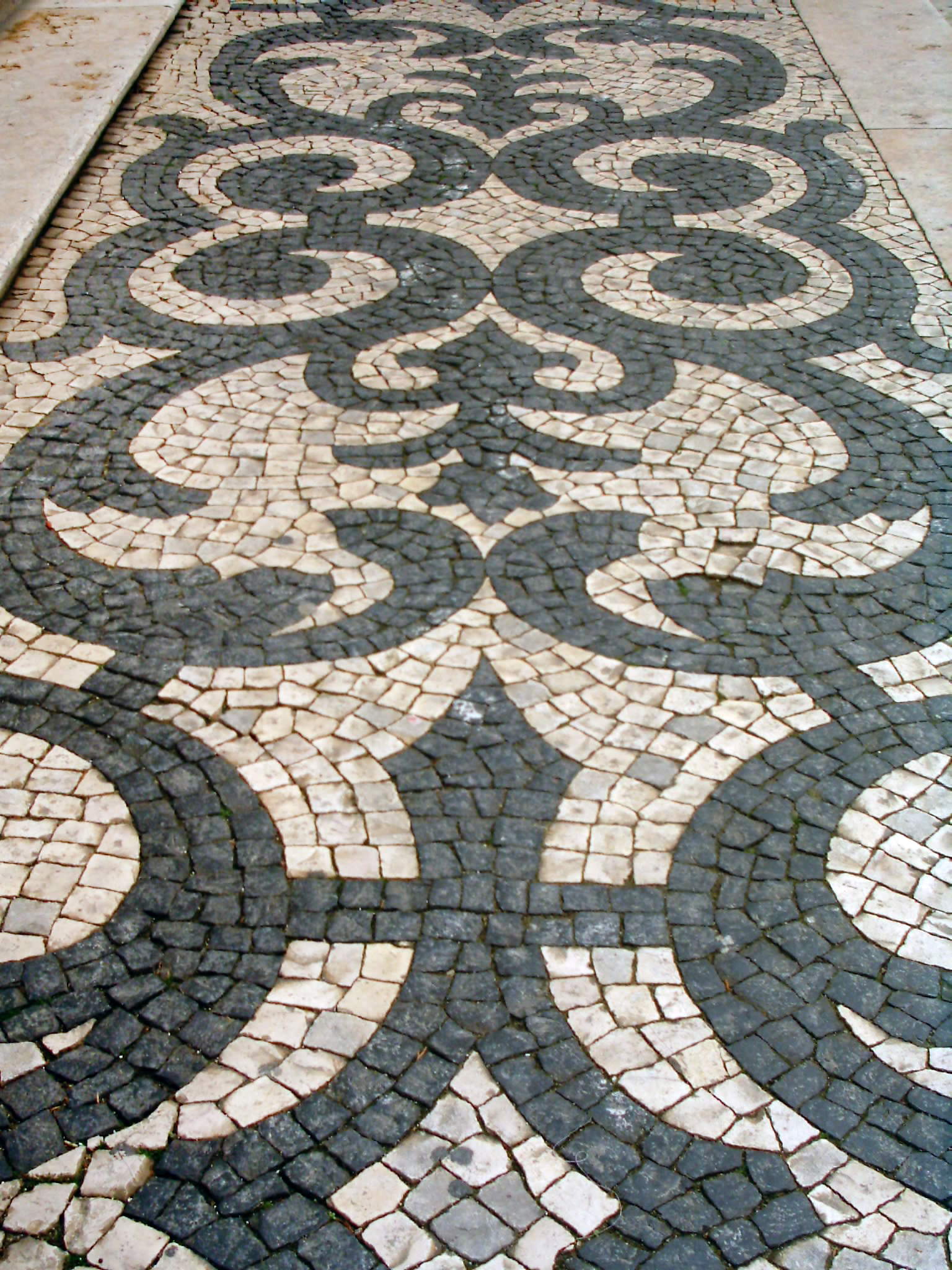
Calçada portuguesa em Lisboa, Portugal
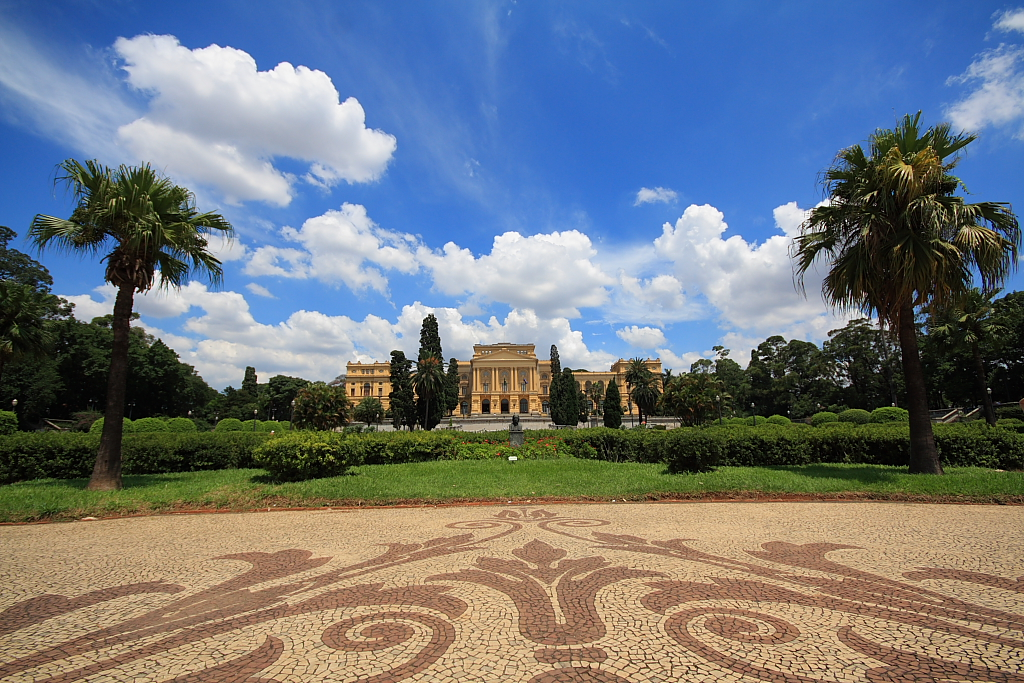
Museu do Ipiranga, São Paulo
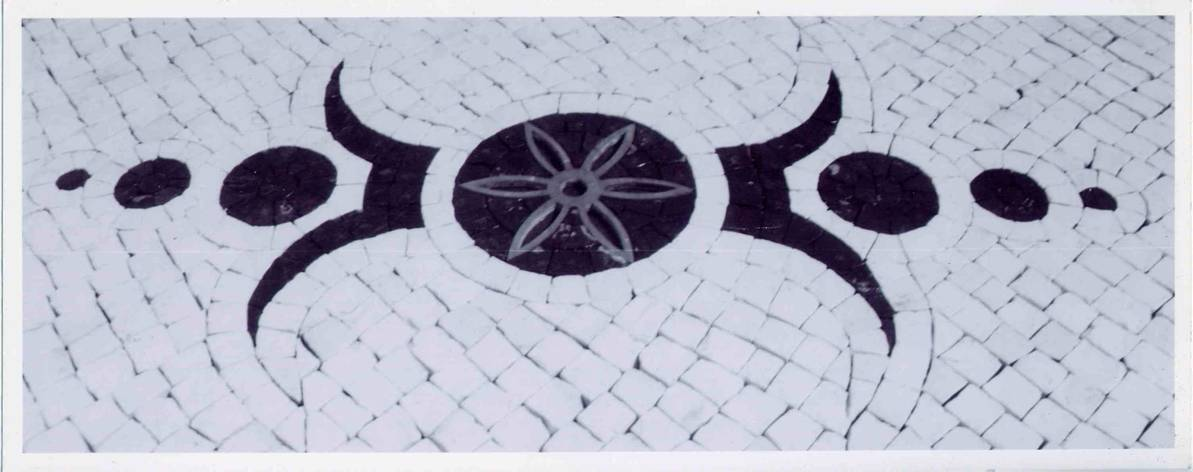
Rosácea sextavada com simetria
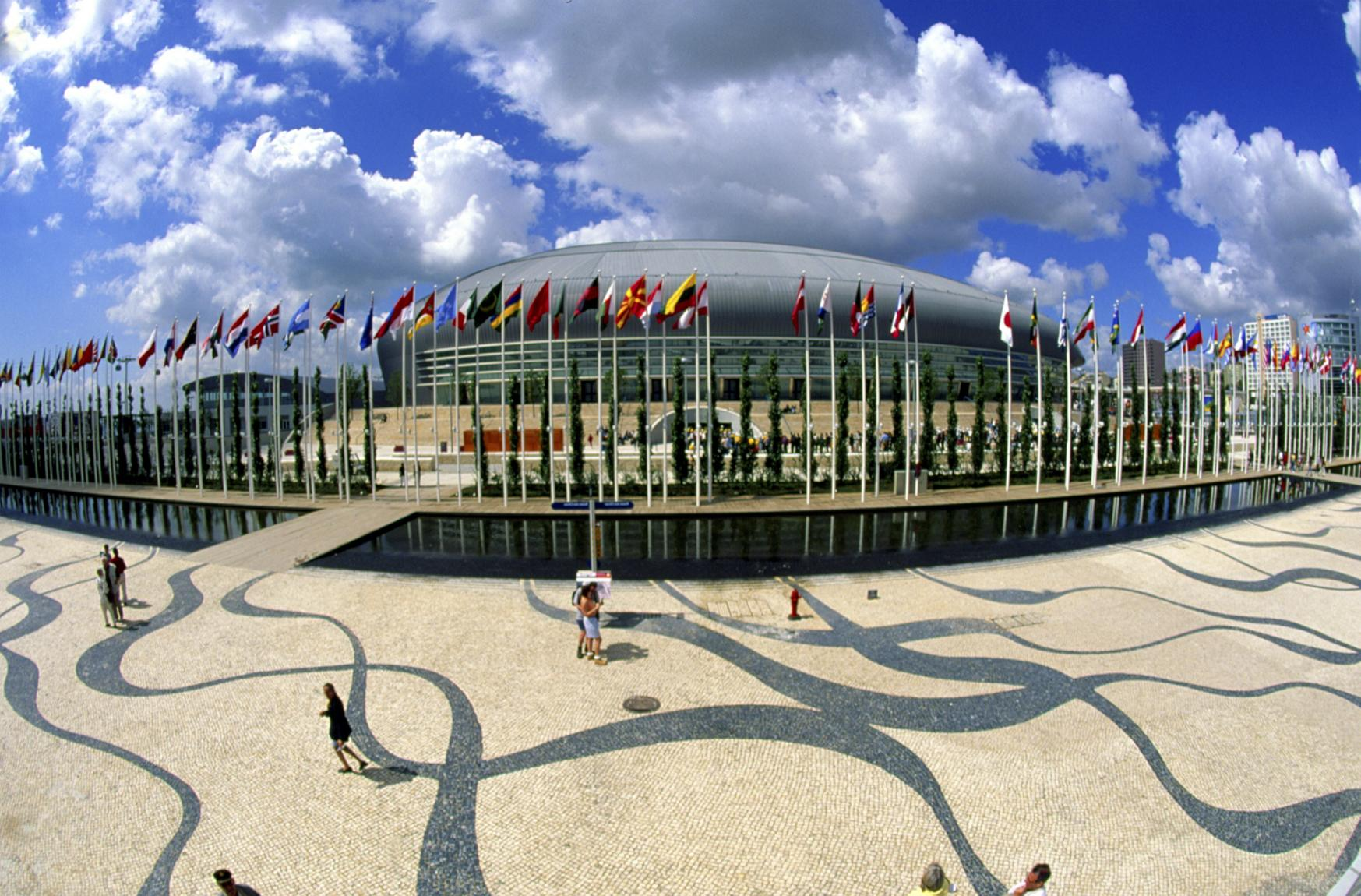
Parque das Nações, Lisboa
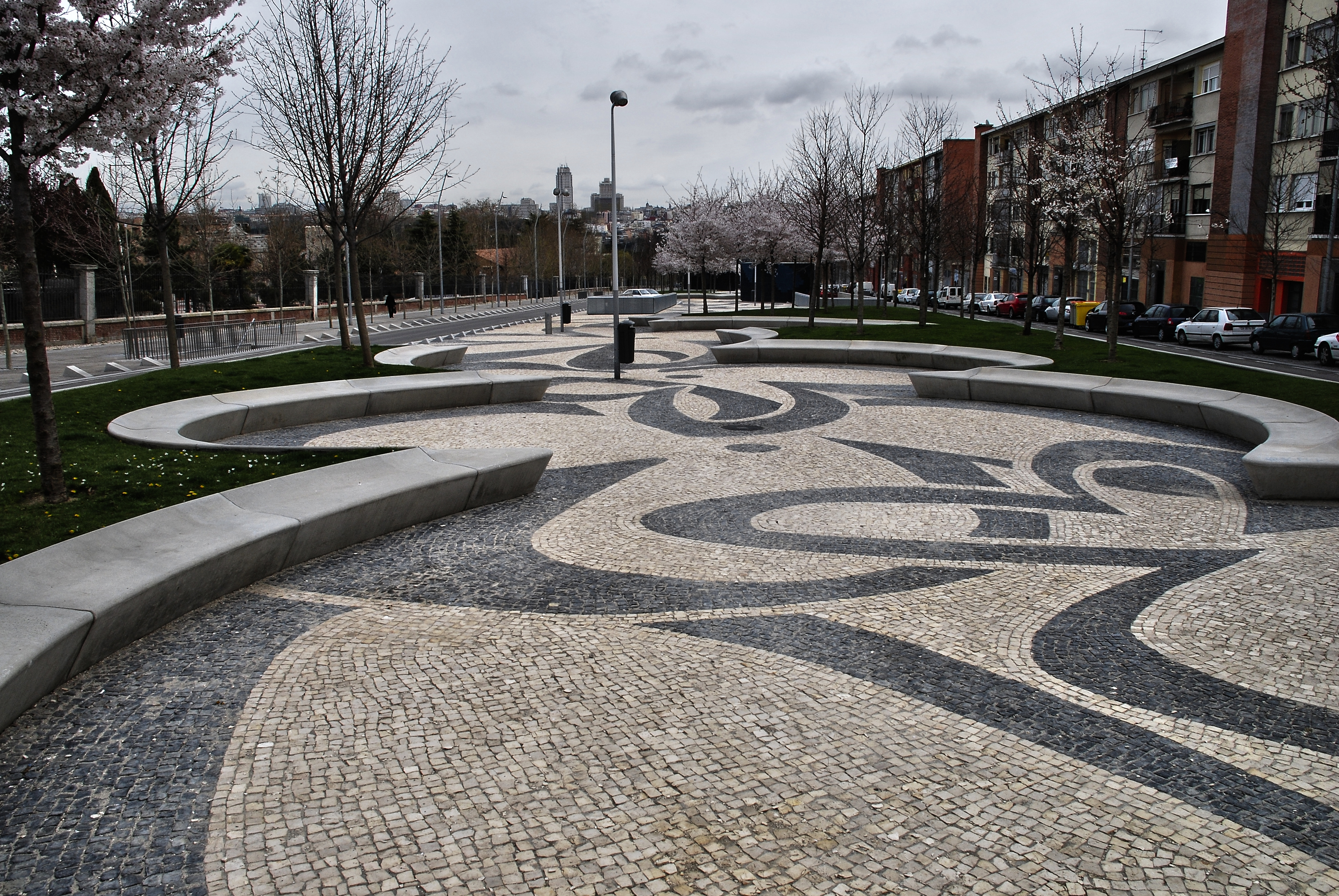
Avenida de Portugal em Madrid
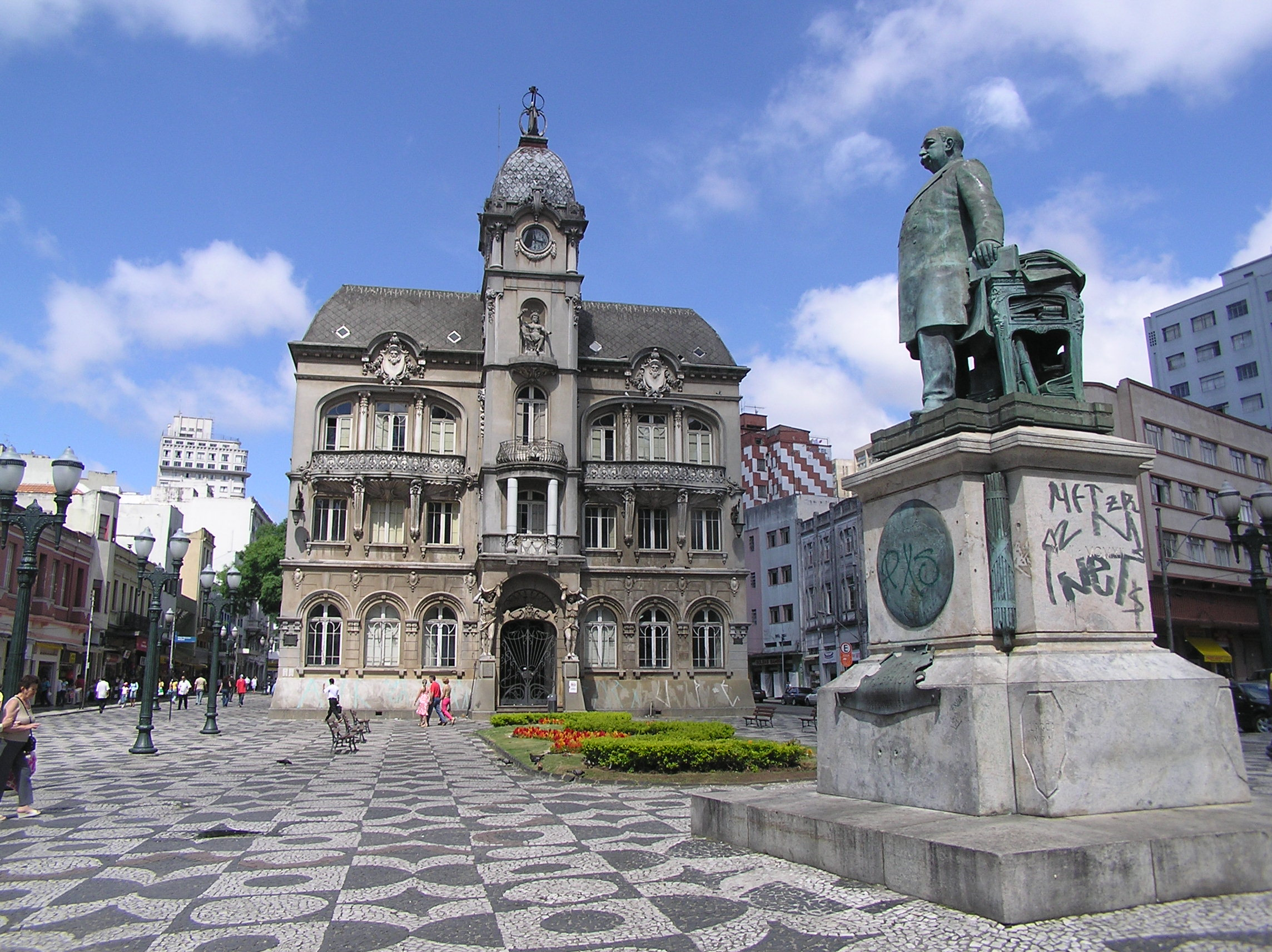
Praça Generoso Marques, Curitiba
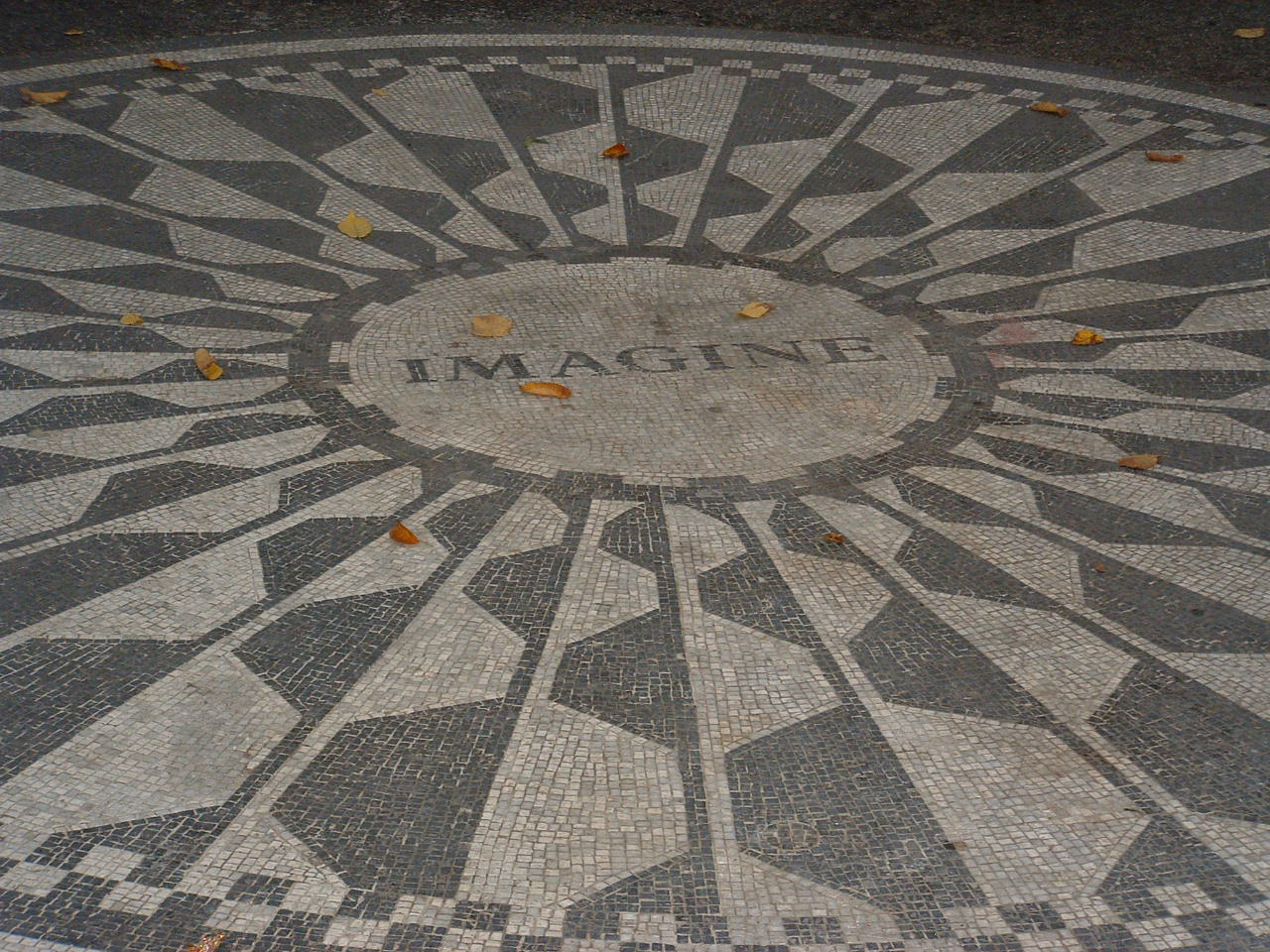
Strawberry Fields, memorial a John Lennon no Central Park
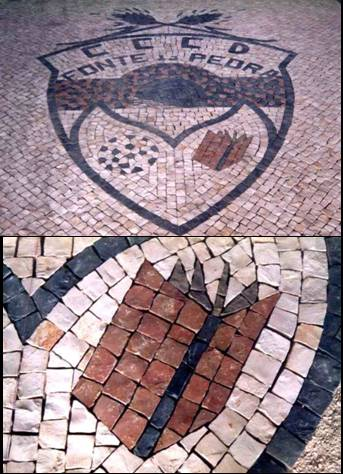
Brasão, Fonte da Pedra, Santarém
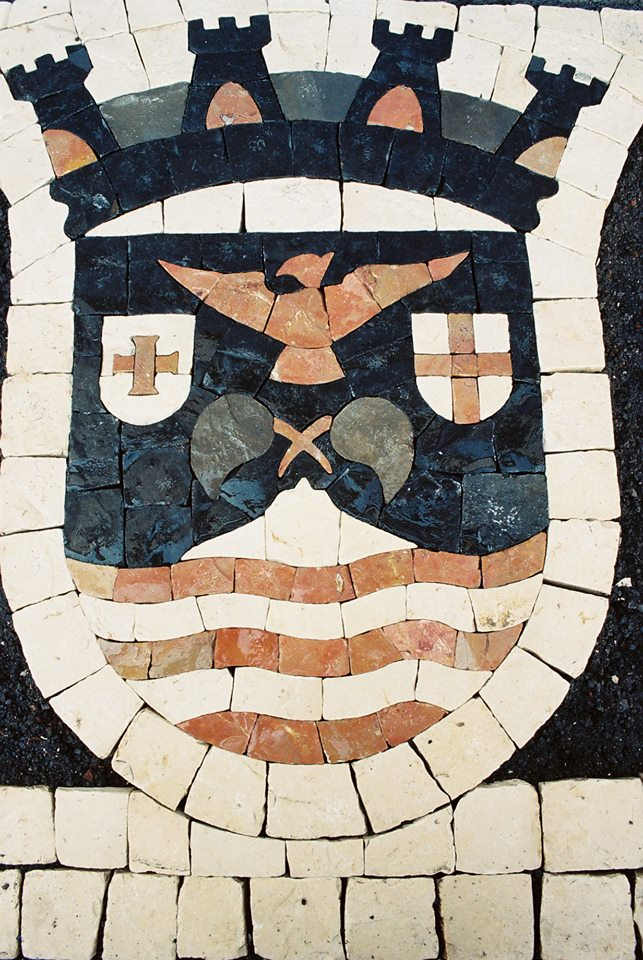
Brasão heráldico da vila da Calheta, Açores
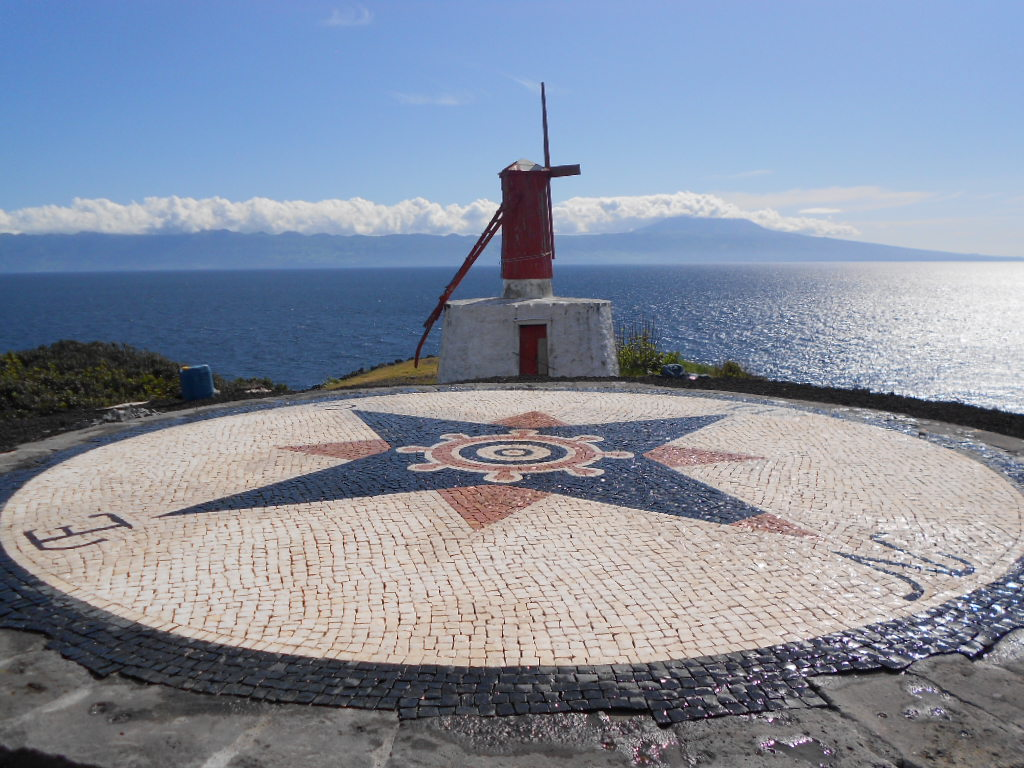
Rosa dos ventos, em São Jorge, Açores
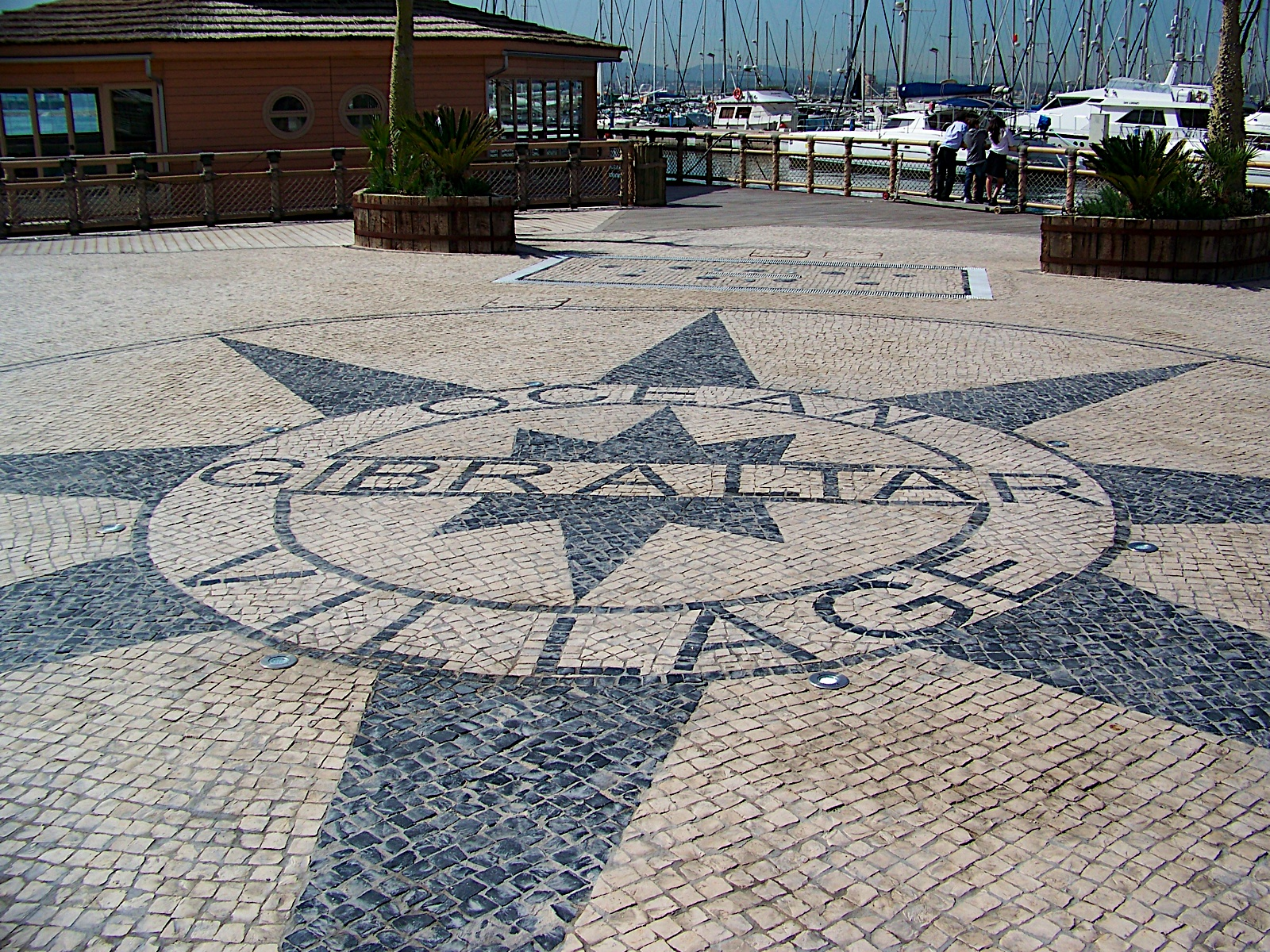
Rosa dos ventos em Gibraltar
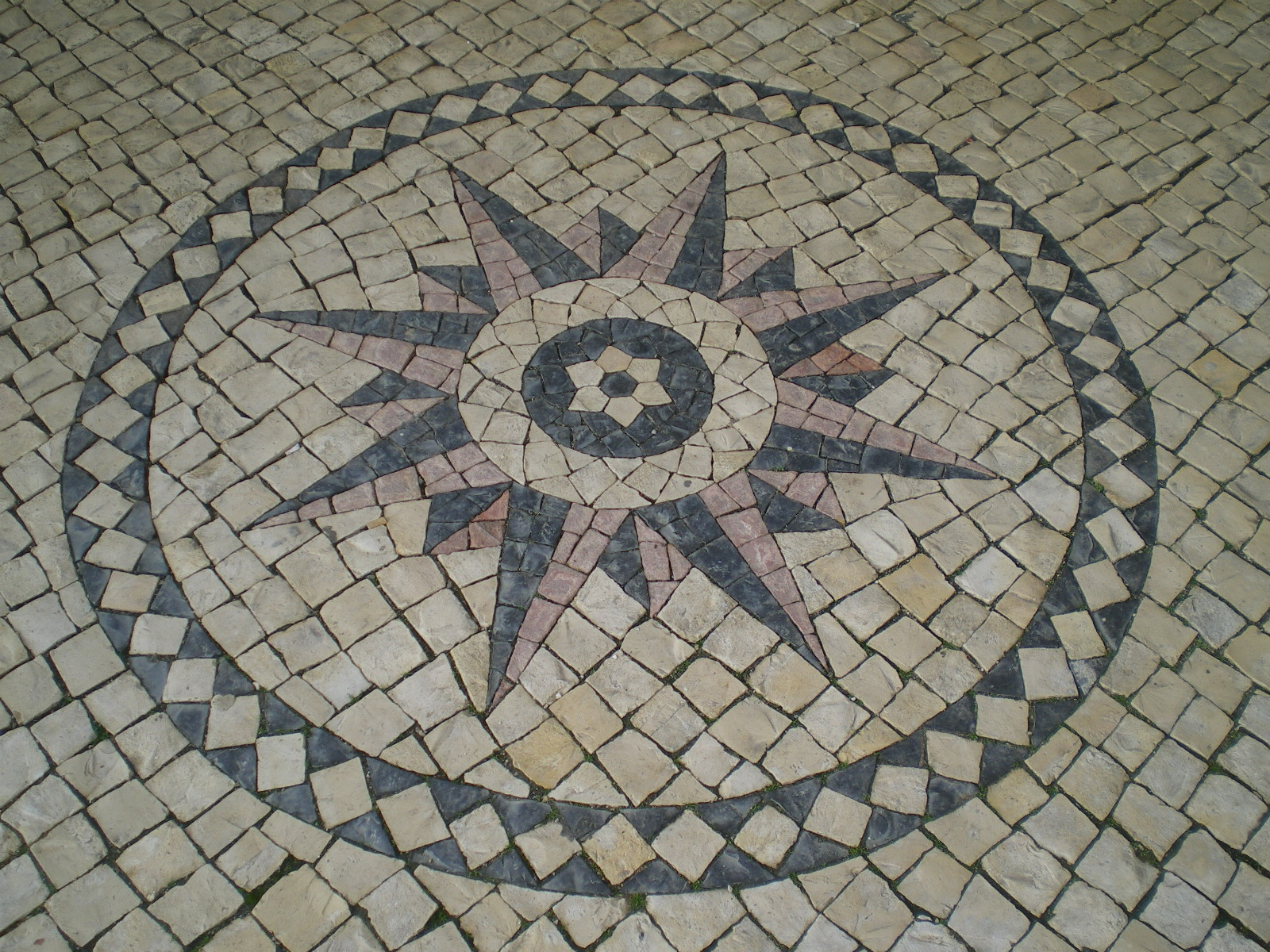
Rosa dos ventos
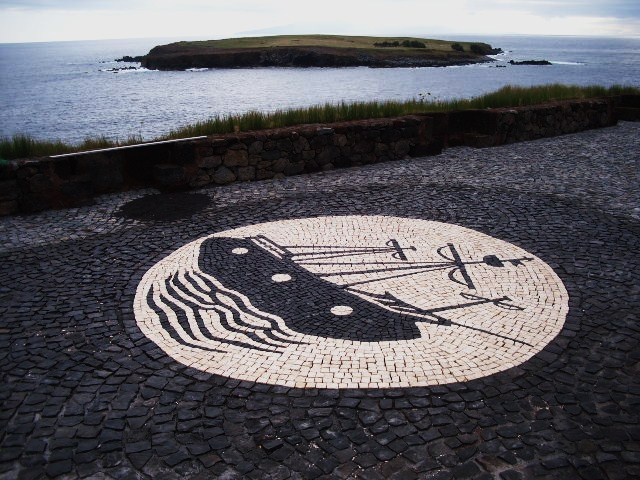
Caravela, Topo, Açores
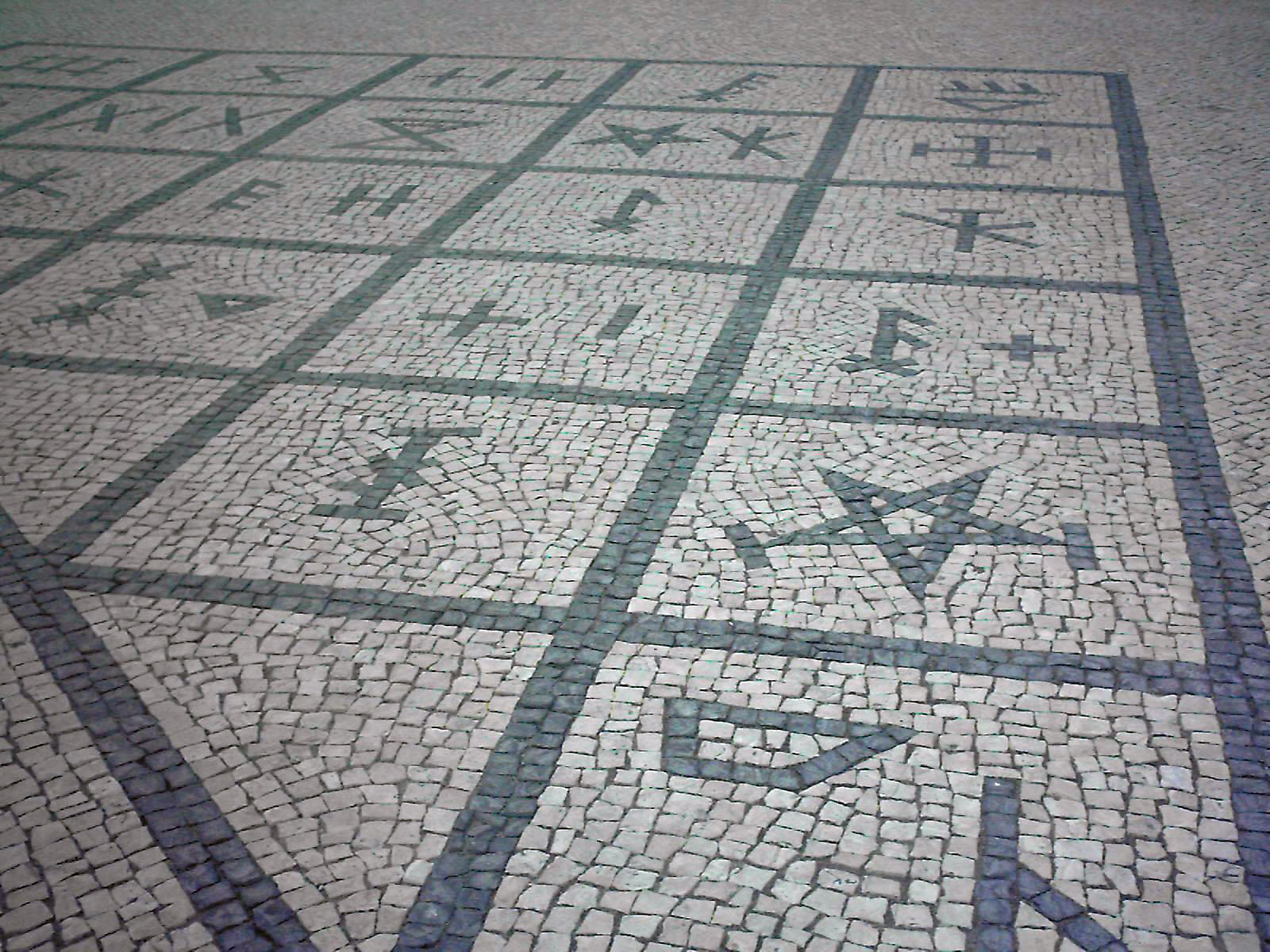
Siglas poveiras, Póvoa de Varzim
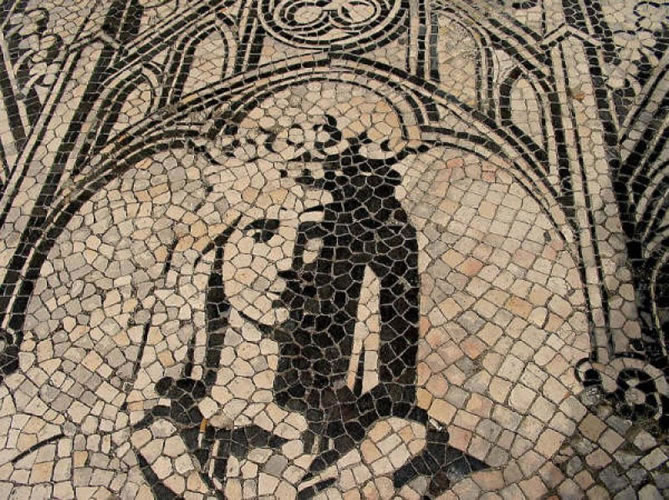
Rainha Santa Isabel, Coimbra
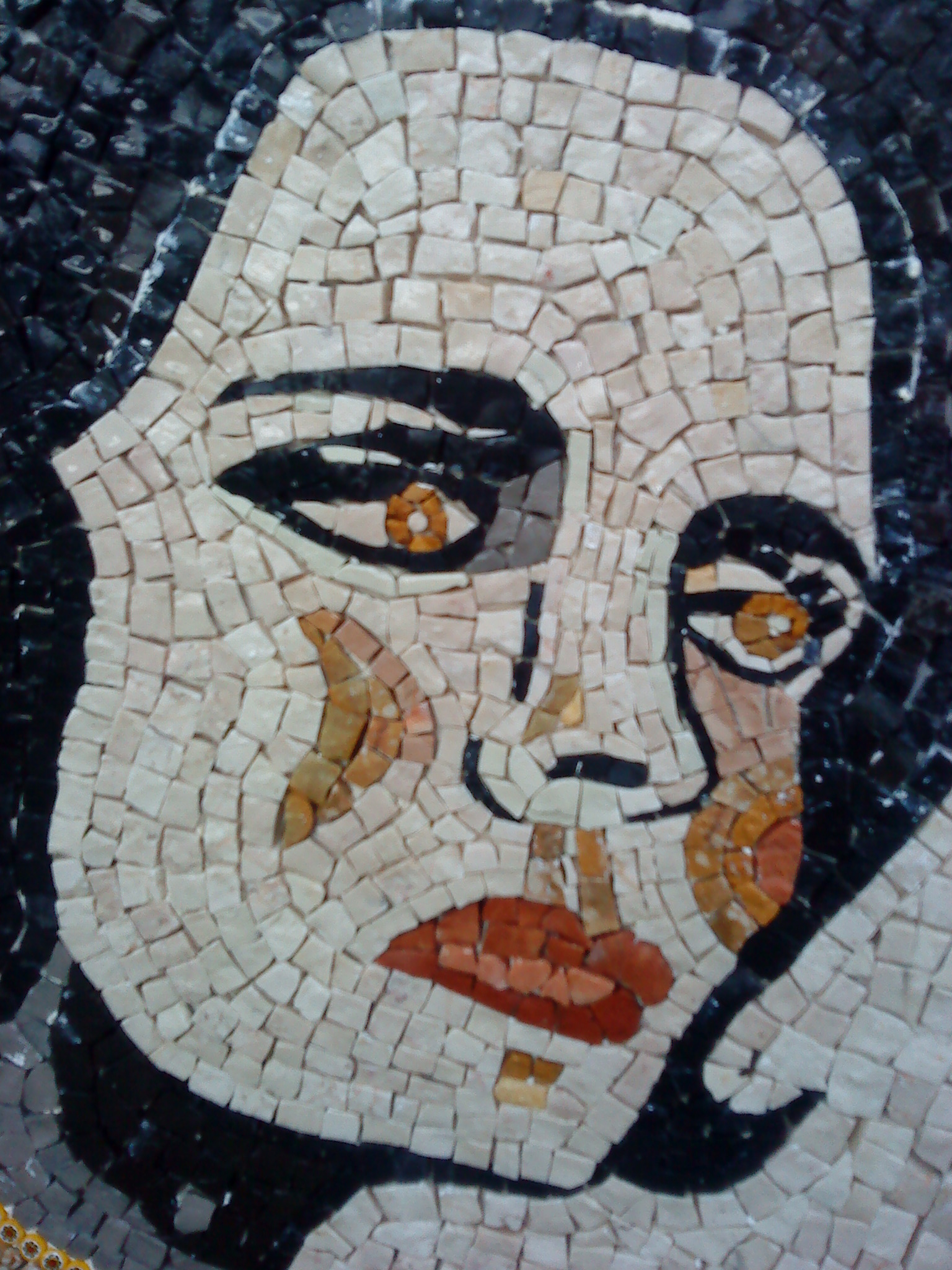
Mosaico Amália Rodrigues, do mosaicista Miguel Gouveia
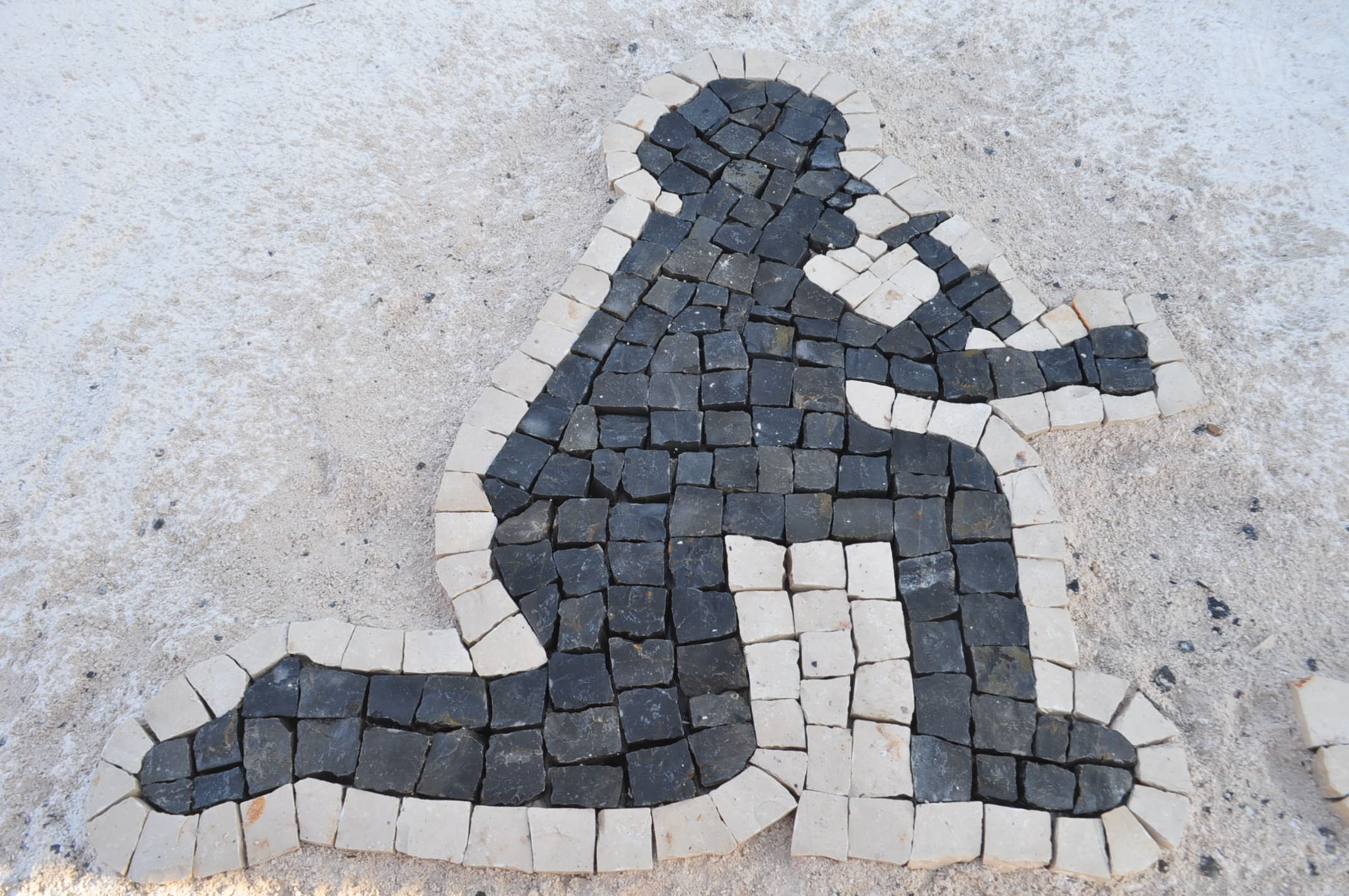
Calceteiro
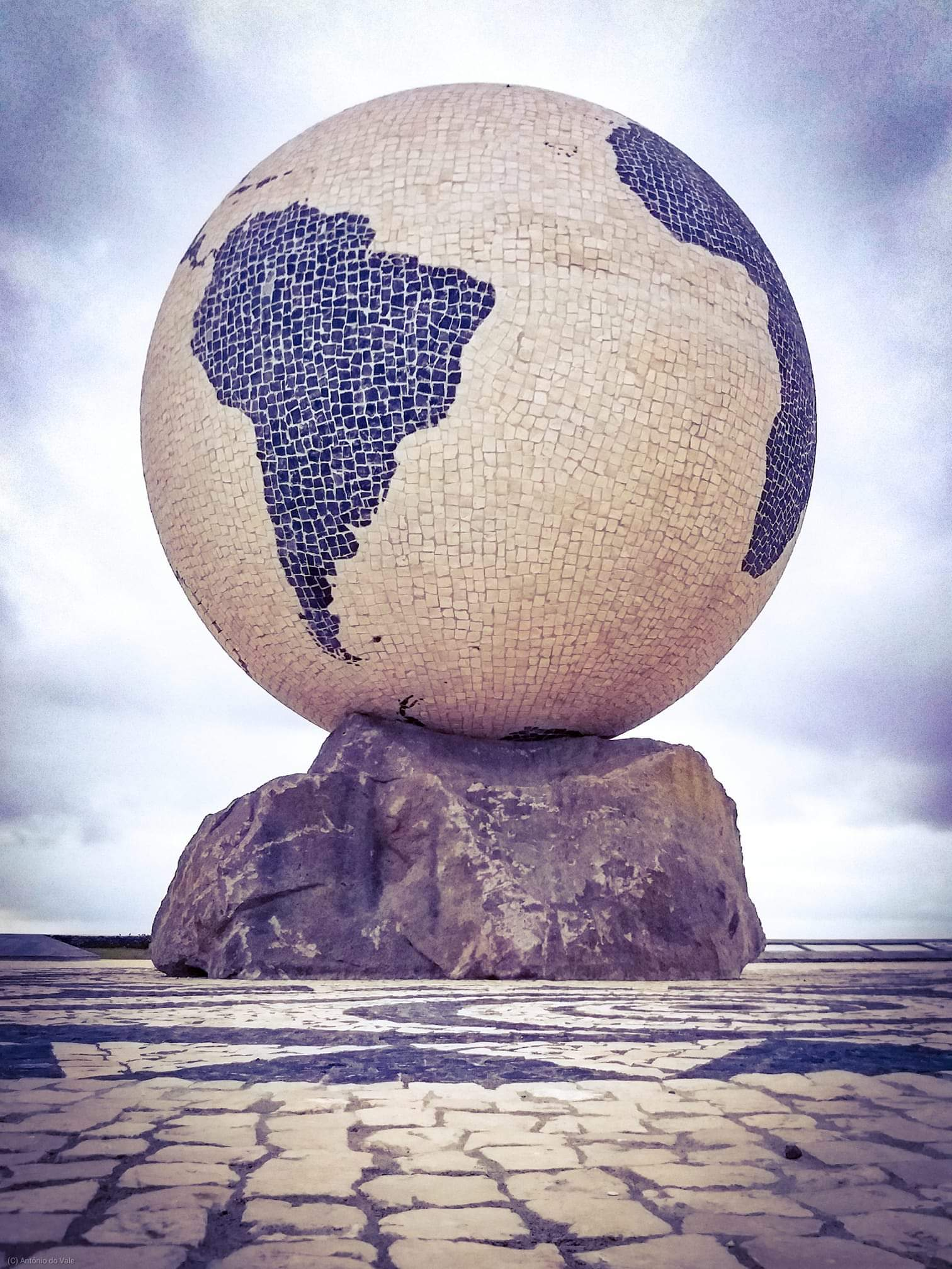
Peça de arte pública Saudades da Terra, em Praça do Emigrante, Ribeira Grande, Açores